# Hedy Lamarr
Hedwig Kiesler, dite Hedy Lamarr, est une actrice, productrice de cinéma et inventrice autrichienne, naturalisée américaine, née le 9 novembre 1914 à Vienne (à l’époque en Autriche-Hongrie) et morte le 19 janvier 2000 à Casselberry (Floride).
Au cours de sa carrière cinématographique, elle joue sous la direction des plus grands réalisateurs : King Vidor, Jack Conway, Victor Fleming, Jacques Tourneur, Marc Allégret, Cecil B. DeMille ou Clarence Brown. Icône glamour du cinéma américain, elle est désignée en son temps comme la « plus belle femme du cinéma ».
Outre sa carrière au cinéma, elle contribua de manière autodidacte à la science des télécommunications en inventant avec le compositeur George Antheil, pianiste et inventeur comme elle, un moyen de coder des transmissions (faisant partie des méthodes d'étalement de spectre par saut de fréquence), souhaitant participer ainsi à l'effort de guerre des États-Unis. Ce principe est actuellement utilisé dans les téléphones portables et les réseaux sans fil.

## Biographie

### Jeunesse
Née au début de la grande guerre, Hedwig Eva Maria Kiesler, fille unique d'un couple de Juifs ashkénazes de la grande bourgeoisie austro-hongroise, est trop jeune pour souffrir des bouleversements induits par la défaite de 1918 : chute de la monarchie et démembrement de l'Empire. Elle grandit dans une Autriche réduite à n'être plus qu'une petite république du centre de l'Europe.
Son père Emil Kiesler (1880-1935), né à Lemberg (aujourd'hui Lviv en Ukraine), était directeur de la banque Creditanstalt-Bankverein de Vienne,. Sa mère Gertrud Lichtwitz (1894-1977), issue d'une grande famille de la bourgeoisie juive de Budapest en Hongrie, était pianiste concertiste. Elle espérait avoir un garçon qu'elle aurait appelé Georg. À l'âge adulte, Gertrud s’était convertie au catholicisme sous l'insistance de son premier mari et élèvera ensuite sa fille dans cette religion sans pour autant l’avoir baptisée. Hedwig grandit dans un milieu privilégié, ayant des précepteurs puis fréquentant un pensionnat suisse. Outre l'allemand, le yiddish et le hongrois, elle apprend l'anglais et l'italien, prend des cours de danse et de piano, d'équitation, va à l'opéra ; elle gardera de sa jeunesse un souvenir impérissable et toujours nostalgique,.
À l’âge de 12 ans, Hedwig Kiesler remporte un concours de beauté à Vienne. Elle s'intéresse déjà au théâtre et au cinéma, mais à la suite d’une « révélation » en voyant Metropolis (1927) de Fritz Lang, elle veut devenir actrice. Par ailleurs, lors de promenades, son père lui explique le fonctionnement de certaines technologies, et à la maison, elle bricole souvent.

### Carrière en Europe
Hedwig Kiesler se présente seule, à 16 ans, aux studios Sascha de Vienne, probablement recommandée par une relation de ses parents dont la situation financière s'est dégradée avec la crise économique autrichienne des années 1930,. La future Hedy Lamarr entre « dans le monde du silence expressif » par l'entremise de son compatriote metteur en scène Georg Jacoby. Jacoby l'engage pour deux films — Geld auf der Strasse avec Rosa Albach-Retty et Tempête dans un verre d'eau, en 1930 et 1931 —, puis comme scripte pour la garder auprès de lui.
La jeune fille, qui a abandonné l'école, est engagée par le metteur en scène de théâtre Max Reinhardt qui la présente à la presse comme « la plus belle fille du monde »,,, ; c'est à cette époque qu'elle rencontre Otto Preminger et Sam Spiegel qui rivalisent pour obtenir ses faveurs, et qu'elle retrouve plus tard parmi les Juifs émigrés comme elle aux États-Unis,.

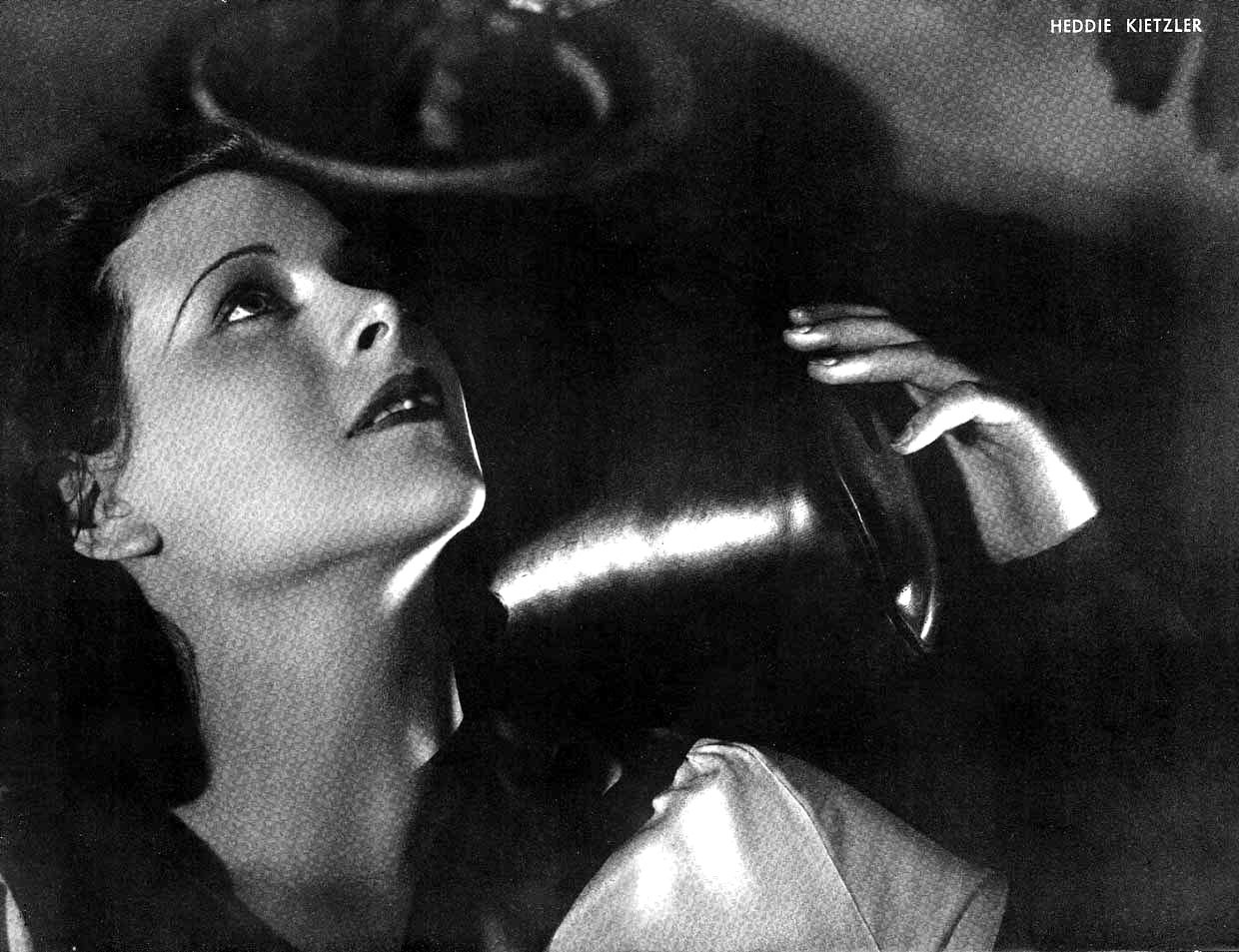
Photo publicitaire d'Hedy Lamarr en 1934.

Hedwig Kiesler gagne Berlin en 1931 où elle tourne Les Treize Malles de monsieur O. F. d'Alexis Granowsky avec notamment Peter Lorre et Margo Lion — film pour lequel Hedwig fait l'objet d'une tapageuse campagne de publicité aux retombées intéressantes puisque même le New York Times salue sa présence — puis en 1932 Pas besoin d'argent, du pro-nazi Carl Boese (coréalisateur du classique Le Golem), qui remporte un grand succès.
À la même époque, elle interprète au théâtre un des quatre personnages principaux de Private Lives (Les Amants terribles) de Noël Coward et sa prestation lui vaut encore des critiques élogieuses.
Alors qu'elle est assise à lire un script, le cinéaste Gustav Machatý remarque sa beauté et lui fait tourner quelques mauvais films puis en 1933, Extase, un film tchécoslovaque quasiment sans dialogue mais à l’esthétique recherchée. Le scénario est proche de celui de L'Amant de lady Chatterley ; le film fait sensation dans le monde entier et rend célèbre l'actrice. Elle dit avoir exécuté les directives avec naïveté lors de la scène de nu et la première scène d'orgasme à l'écran dans laquelle on ne voit que son visage. Elle ne porte pas de jugement moral sur la conduite de l’héroïne,,,. Elle en acquiert une réputation sulfureuse à 19 ans qui ne va plus la quitter, et une grande partie de l'Europe la surnomme déjà « The Ecstasy Girl ». Même si les premiers censeurs avaient exigé l'insertion d'un mariage dans le film avant que ladite extase de l'actrice n'ait lieu, le film, présenté à la Biennale de Venise, est condamné par le pape Pie XI ; Hitler, depuis peu au pouvoir, l'interdit en Allemagne et les scènes polémiques sont expurgées de la plupart des versions européennes et américaines,.
Hedwig Kiesler remporte également un grand succès sur scène en interprétant Élisabeth d'Autriche (Sissi).
L'industriel de l'armement et fournisseur de Mussolini, Friedrich Mandl, remarque la jeune actrice dans Extase et leur relation débouche sur un mariage de convenance en 1933 : le mari avait, lui aussi selon toute vraisemblance, été encouragé par ses futurs beaux-parents inquiets pour l’avenir de leur progéniture. Mais la jeune femme, éprise de liberté et trop surveillée par son époux — qui lui interdit de continuer son métier d'actrice et essaie de racheter toutes les copies du film Extase — fuit sa vie dorée en 1937,,. Elle se rend en Suisse où elle côtoie la jet set, mais aussi l'émigré juif autrichien comme elle, Billy Wilder, Kay Francis, la star de la Paramount, l'écrivain allemand Erich Maria Remarque ; celui-ci possède une superbe villa à Porto Ronco au bord du lac Majeur où il offre asile à ceux qui fuient l'Allemagne nazie : elle entame avec lui une liaison qui l’écarte pendant une année supplémentaire des écrans.
Par l'entremise de l'agent américain Bob Ritchie, elle rencontre à Londres Louis B. Mayer, en recherche de talents européens. Apparemment peu intéressé par Hedwig Kiesler, gêné notamment par sa prestation dans Extase (selon l'intéressée), Mayer, le magnat d'Hollywood, propose à celle-ci un contrat peu avantageux (six mois d'essai et cent cinquante dollars par semaine) qu'elle refuse. D'après ses dires, elle est gouvernante du violoniste prodige Grisha Goluboff avec qui elle embarque sur le Normandie, pour traverser l’Atlantique. À bord, où se trouvent également Mayer et Cole Porter — ce dernier écrira plus tard une chanson sur elle —, Hedwig se met en beauté pour impressionner Mayer et le convainc de l'engager aux conditions qu'elle souhaite (soit cinq cents dollars par semaine),. Pour autant, le ponte du cinéma, resté sur l'image sulfureuse du film qui fit sa renommée, ne la tiendra jamais en estime, allant jusqu’à éviter de la saluer lorsqu’il la croise,.

### Carrière aux États-Unis

#### La star MGM

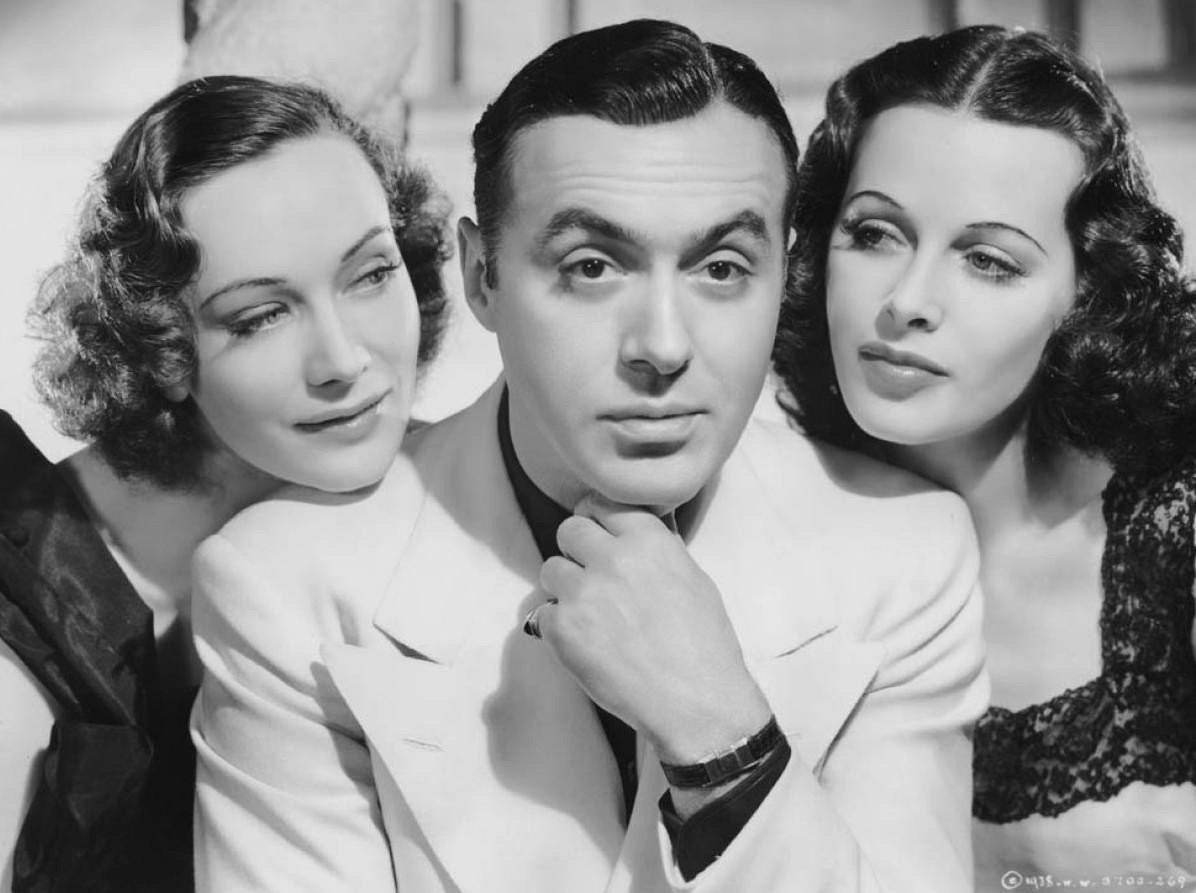
De gauche à droite : Sigrid Gurie, Charles Boyer et Hedy Lamarr dans Casbah (1938).

Hedwig Kiesler réapparaît à l'écran, liée à la Metro-Goldwyn-Mayer (MGM) par un contrat de sept ans, au cours duquel elle joue dans une quinzaine de longs métrages. Sa carrière américaine débute avec Casbah (1938) de John Cromwell, produit par Walter Wanger et United Artists, un remake de Pépé le Moko de Julien Duvivier où elle reprend le rôle de Mireille Balin, et Charles Boyer celui de Jean Gabin.
Dès son arrivée à Hollywood, elle change son nom pour devenir Hedy Lamarr,, sur l'idée de Howard Strickland, publicitaire pour la MGM ; « Hedy » est un diminutif de son prénom Hedwig et « Lamarr » aurait pour origine sa croisière « en mer » à bord du Normandie, avec Mayer. D'autres sources, dont l'autobiographie d'Hedy Lamarr, indiquent qu’il s’agit d’un hommage suggéré par Mayer à l'actrice Barbara La Marr précocement disparue en 1926,,.
Après l'Anschluss de mars 1938, Hedy Lamarr fait venir aux États-Unis sa mère, qui obtient plus tard la citoyenneté américaine. Celle-ci indique « Hébreue » dans la rubrique « race » sur le formulaire de naturalisation, un terme alors fréquemment utilisé en Europe.

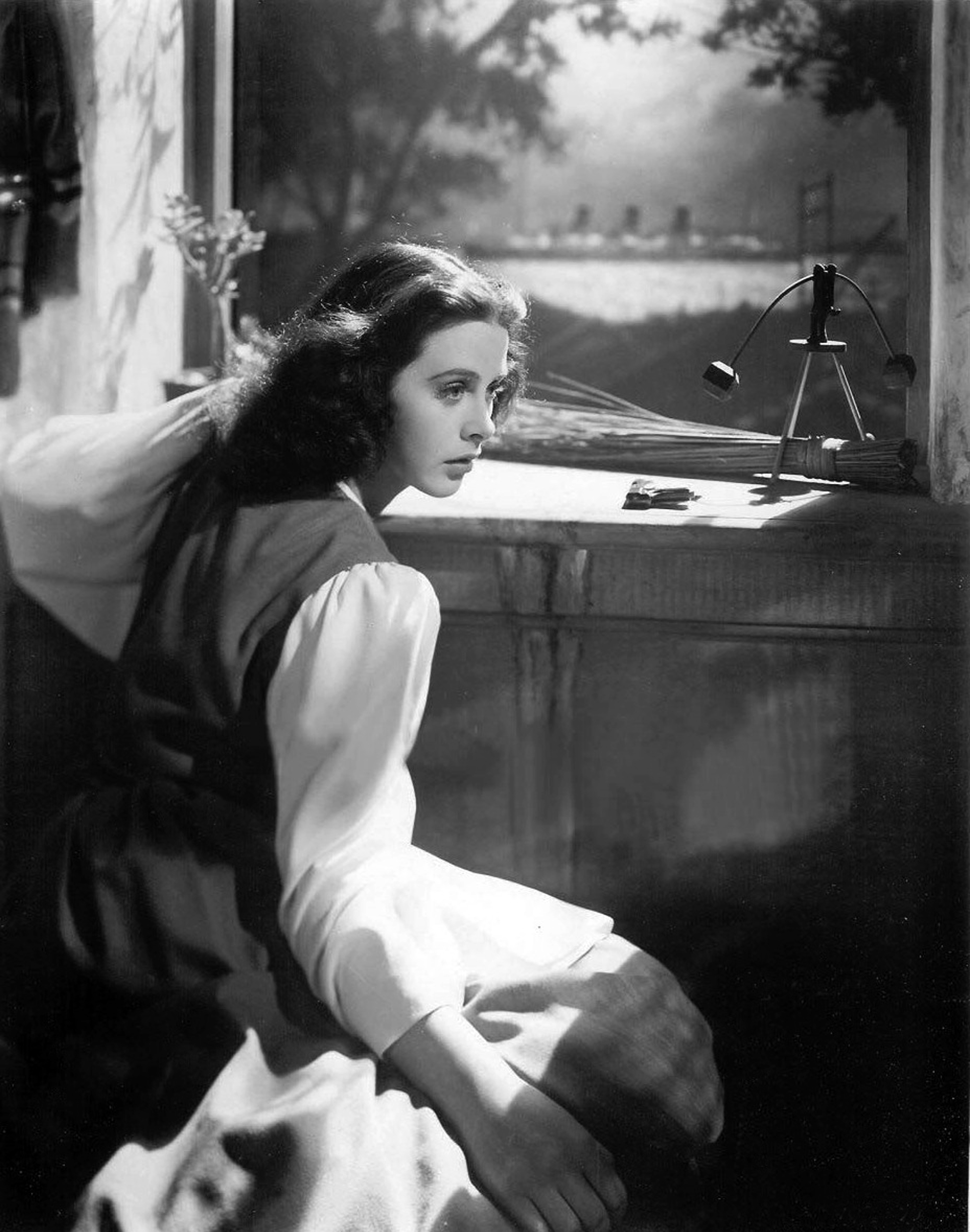
Dans La Dame des tropiques (1939).

Considérée comme la révélation du moment à Hollywood, elle enchaîne dans la veine exotique avec le romanesque La Dame des tropiques de Jack Conway, sur un scénario de Ben Hecht avec pour partenaire Robert Taylor, et entame aux côtés de Spencer Tracy le tournage complexe de Cette femme est mienne également sur un scénario de Hecht, commencé par Josef von Sternberg, repris par Frank Borzage non crédité et achevé par W. S. Van Dyke, surnommé « One Shot Woody », qui le signe seul.
Après des débuts en fanfare puis une carrière décevante, ses prestations sont parfois fraîchement accueillies par la critique. La jeune femme est sollicitée par Luther Green pour jouer sur scène Salomé mais le studio s'y oppose.

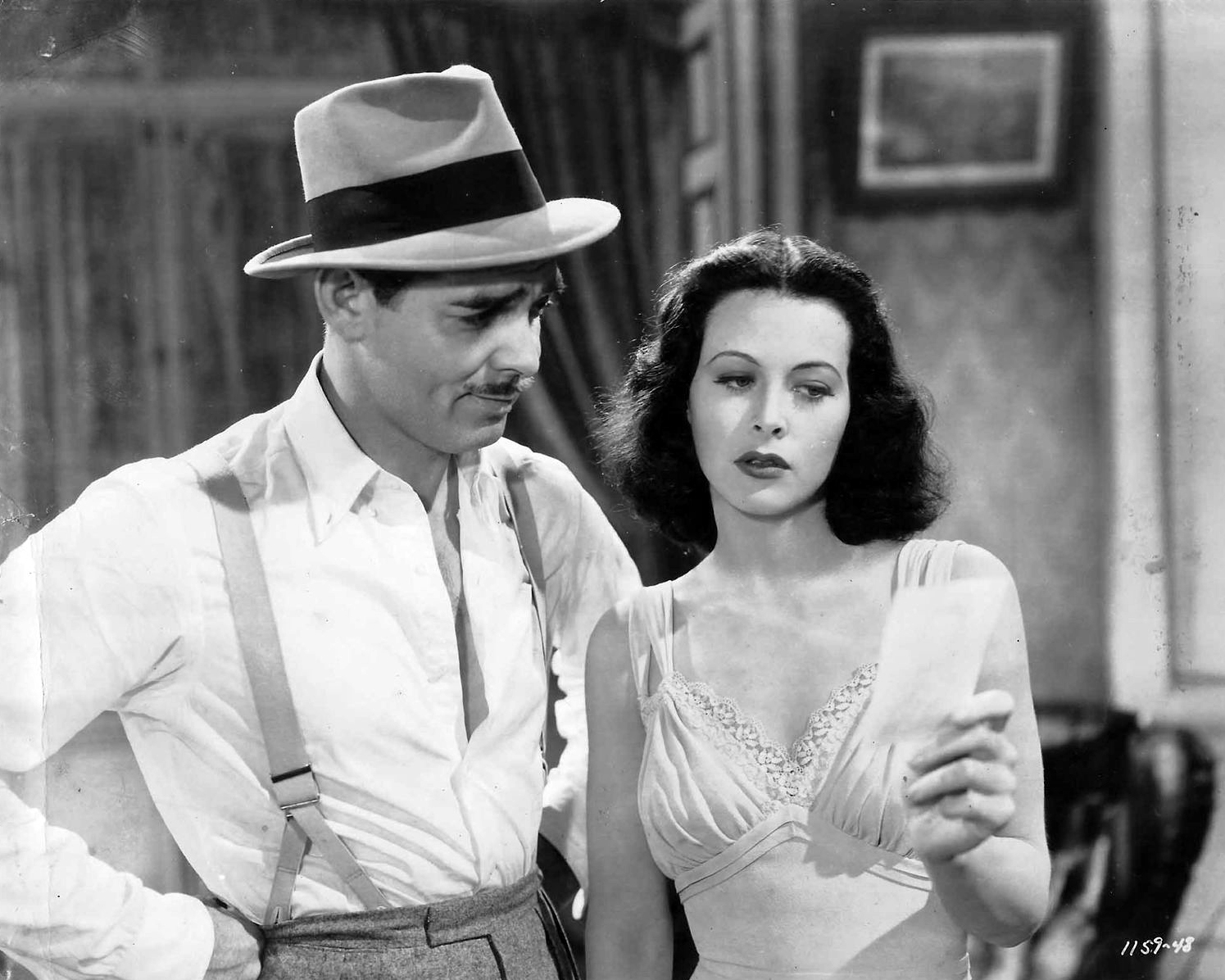
Avec Clark Gable dans
Camarade X (1940).

Elle s'illustre dans la comédie anti-soviétique Camarade X de King Vidor, face à Clark Gable, sur un scénario à nouveau de Ben Hecht : dans un rôle proche de Ninotchka tourné l'année précédente, elle parodie Greta Garbo en aggravant sa voix et, si elle intervient tardivement, amuse dans des situations incongrues comme celle où elle conduit un tramway rempli de chèvres et de paysans en vareuses. La veine parodique lui vaut de nouveau la faveur des critiques et du public.
Elle retrouve : dans un rôle qui annonce les futures héroïnes de ses films noirs, Spencer Tracy et Jack Conway pour les aventures de La Fièvre du pétrole ; King Vidor dans le nostalgique Souvenirs avec Robert Young, qui dénonce un ordre puritain oppressif.

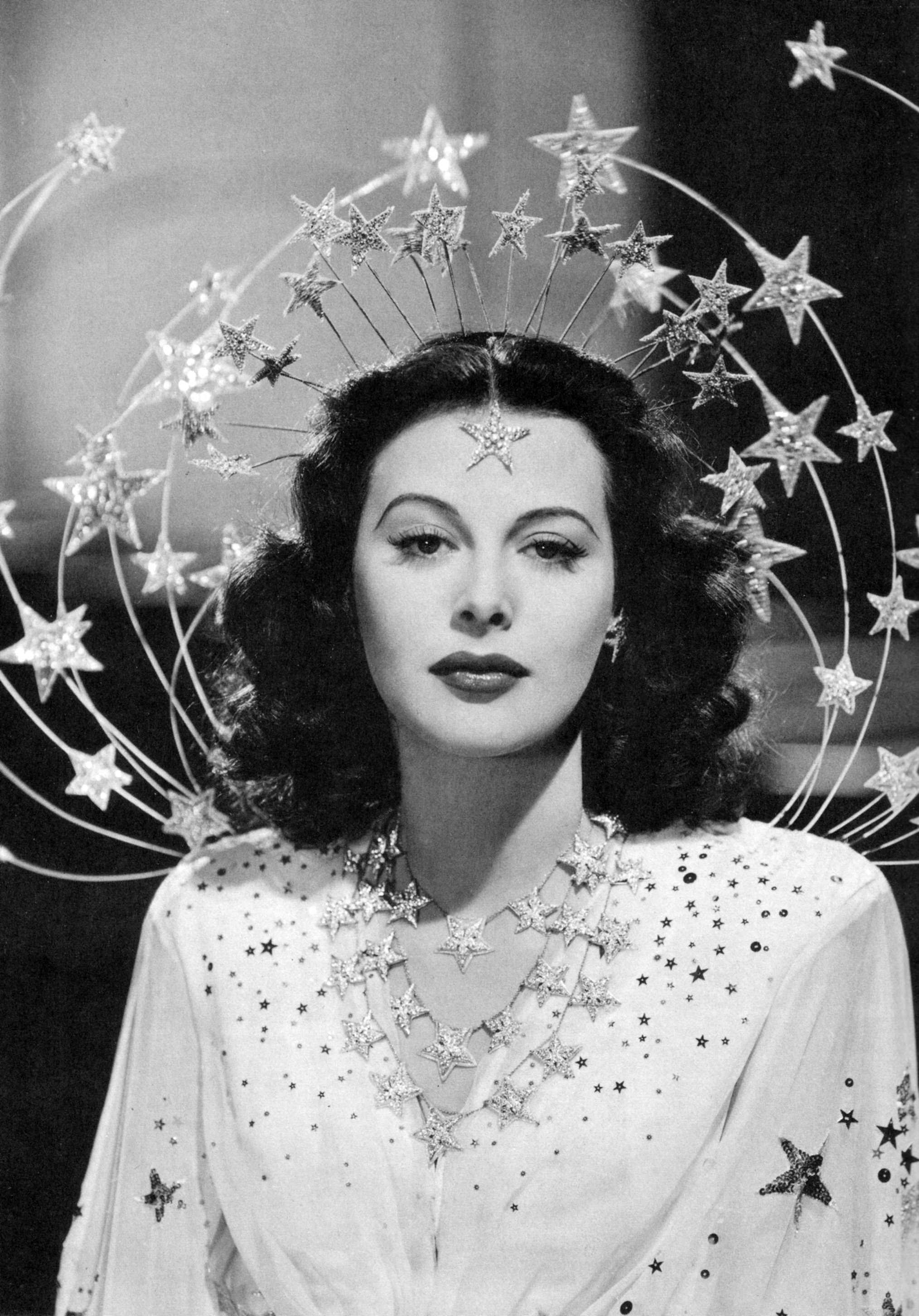
Dans La Danseuse des Folies Ziegfeld (1941).

Lamarr participe avec Judy Garland et Lana Turner à La Danseuse des Folies Ziegfeld de Robert Z. Leonard, un des grands succès de 1941.
Clarence Brown l'emploie dans le romantique Viens avec moi, et Victor Fleming la dirige avec John Garfield et Spencer Tracy dans l'adaptation du roman réaliste de John Steinbeck, Tortilla Flat, qui traite de la vie de pauvres pêcheurs californiens ; la critique Pauline Kael fait l'éloge d'Hedy Lamarr. Dans le même temps, Conway la dirige pour la troisième fois, en même temps que William Powell, dans le mélodrame Carrefours.

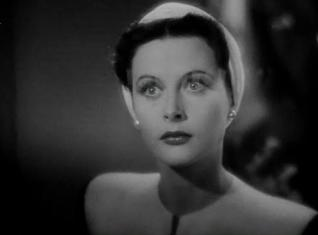
Dans Viens avec moi (1941).

Dans Tondelayo de Richard Thorpe, grimée en noir, l'actrice joue une indigène de la Sierra Leone sur le continent africain, la vile tentatrice de Walter Pidgeon et Richard Carlson. L'acteur et biographe Stephen Michael Shearer qualifie son rôle d’« exercice aguicheur d’érotisme des années 1940 dans ce qu’il a de plus vulgaire »,.
Elle tourne encore une comédie, Le Corps céleste d'Alexander Hall, qui lui redonne pour partenaire Powell en mari astronome clamant comme un slogan : « It's heaven to be in love with Hedy ».
Durant la Seconde Guerre mondiale, l'antifasciste qu'elle est participe en tant qu'exilée à l'effort de guerre américain, entourée de Paul Henreid, Sydney Greenstreet et Peter Lorre avec le film noir Les Conspirateurs (1944) de Jean Negulesco, un récit d'espionnage contemporain inspiré du succès de Casablanca. Elle vend 25 millions de dollars d'obligations de guerre en se rendant dans de nombreuses villes américaines, et promeut des lettres de soutien pour les G.I.,.
Dans un registre proche, Angoisse de Jacques Tourneur, elle incarne une héroïne de thriller, entre l'Irlandais George Brent et l'Austro-Hongrois Paul Lukas. Le film est la production la plus coûteuse de la RKO en 1944 ; Hedy Lamarr insiste pour que l'action contemporaine du roman de Margaret Seymour Carpenter (en) soit transposée au début du siècle, avec reconstitution du New York de 1903 ; l'action se déroulant dans la haute bourgeoisie cosmopolite de la côte Est, les décors d'intérieurs, les costumes, la photographie sont également luxueux.
En 1945, elle interprète le dernier film de son contrat avec la MGM, la comédie La Princesse et le Groom réalisée par Richard Thorpe, avec Robert Walker pour co-vedette. Les ambitions de Mayer ont fait long feu. De Sternberg à Thorpe, Hedy Lamarr échoue à devenir la nouvelle Garbo.

#### Rôles de femme fatale et reine du glamour

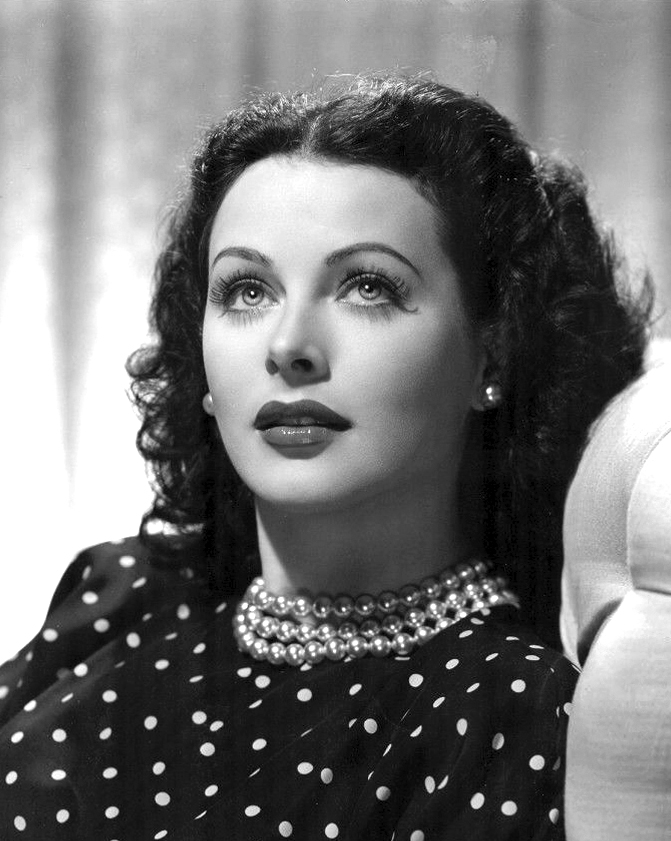
Hedy Lamarr en 1944.

À partir de Casbah et dans tous ses films tournés avec la MGM, Hedy Lamarr incarne une reine glamour, comme il était courant à cette époque avec notamment Joan Crawford dont l'attrait s'estompait ou Greta Garbo déjà à la retraite,.
Son physique de « The Queen of Glamour » est détaillé par la presse : ses « cheveux de jais », ses yeux « marbrés bleu-vert » ou « bleu caméléon », « parfaitement symétriques », son « nez fin et rectiligne », sa « peau de porcelaine », sa « bouche comparable à l'envol d'un oiseau », son « petit sourire rêveur et sa voix à l'accent exotique », combinaison de l'accent viennois et l'école de diction de la MGM,,,,,,,.
Son comportement fait l'objet de nombreux commentaires dans les magazines, les femmes l'admirent et l'imitent, des actrices comme Joan Bennett (dont elle épousera l'ex-mari Gene Markey) se teignent les cheveux en noir, les coiffant avec une raie au milieu et des boucles vagues pour ressembler à Lamarr désignée « plus belle femme du cinéma »,,,,.

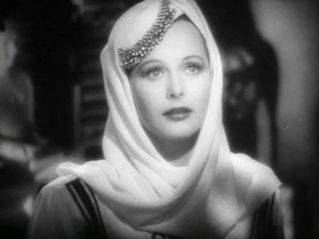
Hedy Lamarr dans Lady of the Tropics (1939).

#### Triomphe et déclin
En 1946, Hedy Lamarr se lance dans la production indépendante. Le Démon de la chair est réalisé pour partie par Douglas Sirk, autre émigré de Berlin, et signé par le viennois Edgar Ulmer, choisi expressément par Hedy Lamarr. Ce psychodrame en costumes, d'un romantisme exacerbé, se déroule dans la Nouvelle-Angleterre au début du XIXe siècle et offre son meilleur rôle à l'actrice : le portrait d'une criminelle schizophrène. D'après un roman de Ben Ames Williams, auteur également de Péché mortel dont l'adaptation à l'écran valut à Gene Tierney une nomination à l'Oscar, Lamarr partage ici l'affiche avec George Sanders et Louis Hayward. Ce film demeure, avec Extase et Samson et Dalila, un de ses classiques.
L'échec de son film suivant, La Femme déshonorée de Robert Stevenson avec John Loder (qu'elle épouse), signe la fin brutale, dès 1947, de son activité en tant que productrice.

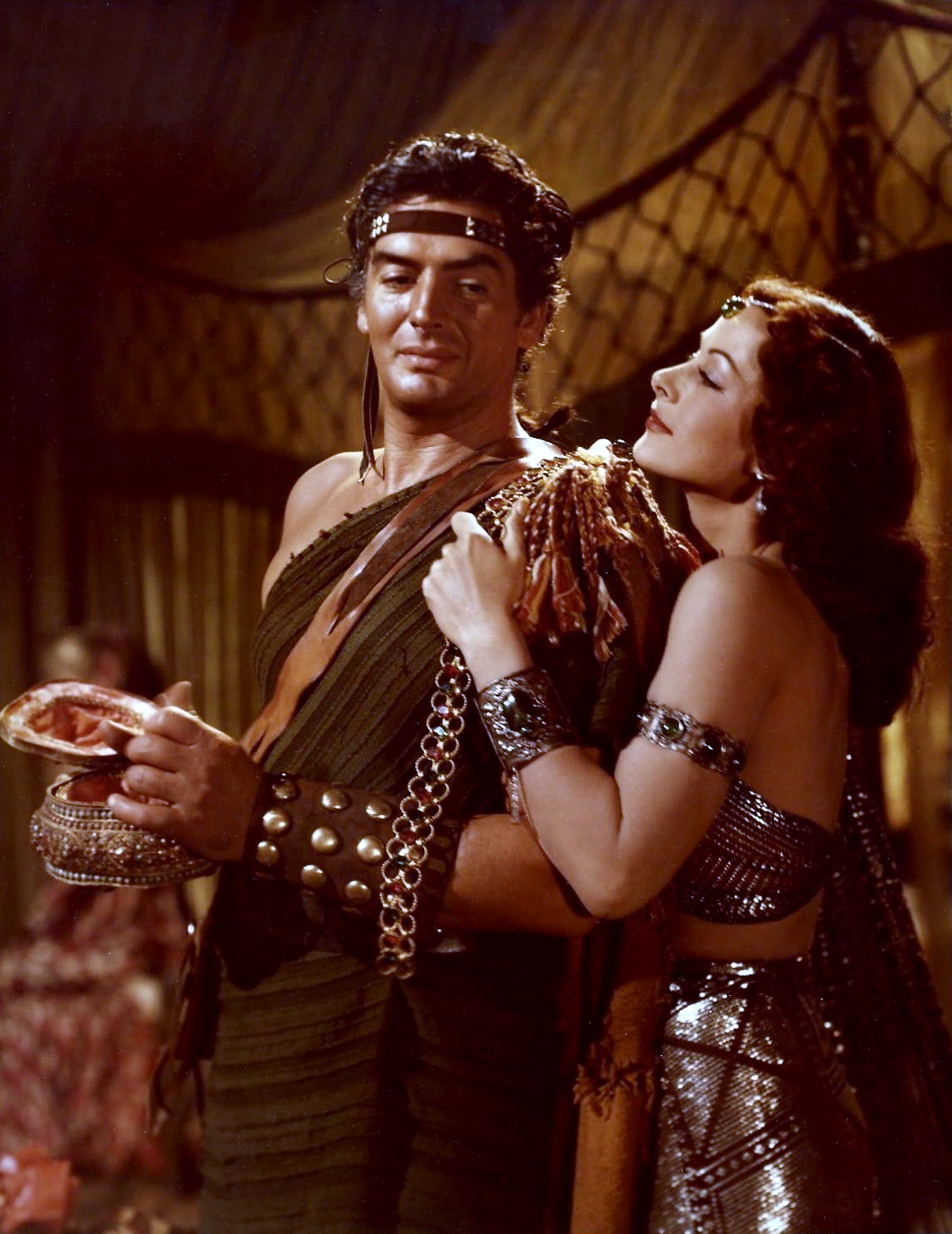
Avec Victor Mature dans Samson et Dalila (1949).

Les neuf années suivantes sont marquées par une relative discrétion, malgré le triomphe du péplum Samson et Dalila (1949) de Cecil B. DeMille, inspiré du Livre des Juges, avec Victor Mature, George Sanders et Angela Lansbury, où dans une scène, elle reçoit une fortune en émeraudes et saphirs correspondant à la couleur de ses yeux ; le film fixe pour longtemps son image de femme fatale, froide et sans cœur. En août de la même année, elle fait la une de Paris Match.
L'actrice passe alors de la comédie Vivons un peu (Let's Live a Little, 1948) de Richard Wallace avec Robert Cummings et la russe Anna Sten, au film d'espionnage La Dame sans passeport de Joseph H. Lewis dont l'intrigue se déroule à La Havane sous Batista. La comédie et l'espionnage sont réunis dans Espionne de mon cœur (1951) de Norman Z. McLeod aux côtés de Bob Hope. Elle expérimente par ailleurs le western (avec peu de succès) à la Paramount, avec Terre damnée (1950) de John Farrow, en propriétaire de saloon face à Ray Milland.

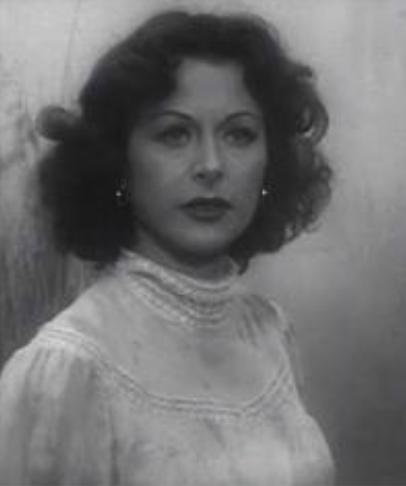
Dans A Lady Without Passport (1950).

Elle achève sa carrière dans L'amante di Paride (1954) de Marc Allégret où elle incarne les mythiques Hélène de Troie et impératrice Joséphine, et dans le documentaire L'Histoire de l'humanité, de et produit par Irwin Allen, auquel participent également Ronald Colman et les Marx Brothers et où elle prête ses traits à Jeanne d'Arc.
En 1958, l'actrice partage le générique de son dernier film officiel, Femmes devant le désir (en) (The Female Animal) de Harry Keller, avec la soprano Jane Powell : « une étude assez prenante sur le monde des actrices » selon Gérard Legrand. Fin mars, elle est l'invitée surprise de l'émission télévisée prisée de divertissement What's My Line? sur CBS. La même année meurt Mayer, son second « père en cinéma » après Jacoby.
Au lendemain de son plus grand succès, Samson et Dalila, la chute de la star est amorcée. Hedy Lamarr se retire dès 1957 après une série d'échecs. Sa notoriété s'était déjà estompée ; sa dernière apparition dans le volume 26 du Who's Who in America date des années 1950-1951.
En 1960, elle est honorée d'une étoile sur le Hollywood Walk of Fame.
Selon des sources obscures, elle mène une vie mondaine pendant quelques années et dilapide sa fortune. Dans les années 1960, elle est arrêtée à plusieurs reprises pour vol à l'étalage de produits de beauté,. Elle déménage de Californie dans un appartement de l'East Side à New York pour mieux s'occuper de ses différentes poursuites judiciaires notamment contre l'éditeur de son livre Ecstasy and Me, sur les droits d'un film italien inédit dans lequel elle avait joué, contre son ex-mari Howard Lee qui l'aurait fait co-signer ses prêts ou pour sa défense de l'accusation de kleptomanie.
La publicité autour de son arrestation, après son premier vol dans le grand magasin May Company, et son séjour pour surmenage dans un hôpital de repos de Los Angeles qui ont suivi ont poussé le producteur Joseph E. Levine, avec lequel elle venait de commencer à travailler en 1965 sur un film d'horreur intitulé (en)Picture Mommy Dead, à prétendre qu'elle avait déserté l'image, et l'a renvoyée, mettant ainsi fin à sa carrière à Hollywood,.
Rongée par la hantise de vieillir, elle prend grand soin d'elle-même puis expérimente la chirurgie esthétique, sans succès,.

### Fin de vie

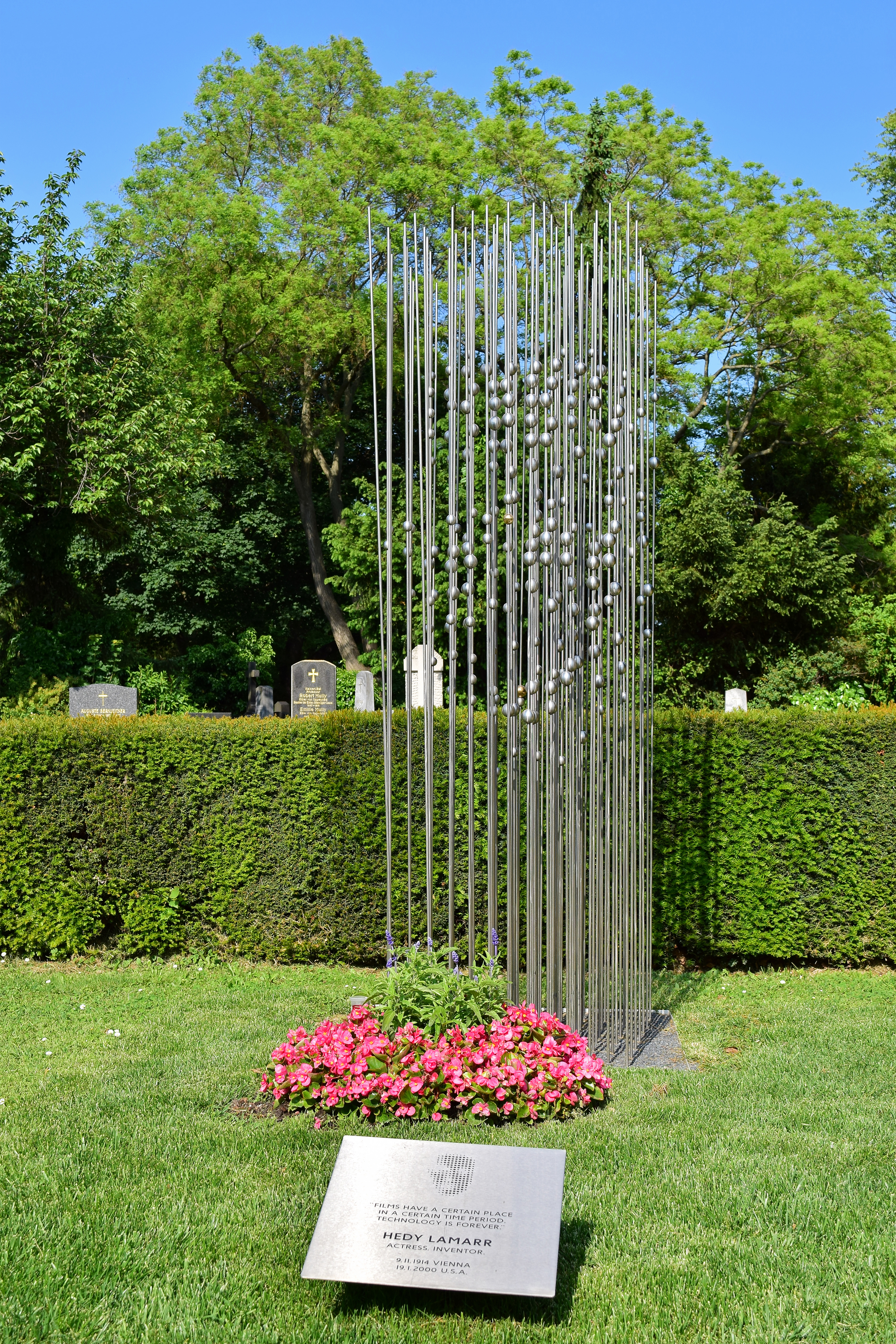
Stèle commémorative de Hedy Lamarr au cimetière central de Vienne, Autriche.

Gertrud Kiesler, sa mère, meurt en 1977 et est inhumée en Californie, loin de son mari enterré à Vienne en 1935.
Au cours des dernières décennies de sa vie, Hedy Lamarr ne communique plus que par téléphone avec le monde extérieur, même avec ses enfants et ses amis proches, vivant recluse dans son appartement de Floride. Elle parle souvent jusqu'à six ou sept heures par jour au téléphone, mais ne passe pratiquement pas de temps avec quelqu'un en personne. Elle est arrêtée à Los Angeles pour vol en 1966, puis à Casselberry en Floride en 1991, pour les mêmes raisons.
Un film documentaire, Calling Hedy Lamarr, sorti en 2004, met en scène ses enfants, Anthony Loder et Denise Loder-DeLuca.

### Mort
Hedy Lamarr meurt le 19 janvier 2000 à l'âge de 85 ans à Casselberry en Floride des suites d'une maladie cardiaque. Selon ses souhaits, sa dépouille est incinérée et, en 2014, son fils Anthony Loder répand une partie de ses cendres dans les bois autrichiens de Vienne.
Dans le documentaire Calling Hedy Lamarr, co-réalisé par le fils de l'actrice Anthony Loder, on voit celui-ci jeter la moitié des cendres de sa mère dans les bois entourant Vienne, ville de son enfance où elle n'est jamais retournée. On le voit aussi constater l'oubli concernant Hedy Lamarr sur le Walk of Fame où sa mère a reçu l'étoile portant le numéro 6 247[réf. souhaitée].
Depuis le 7 novembre 2014, l'urne contenant l'autre moitié des cendres de Lamarr repose, selon le souhait d'Anthony Loder, au cimetière central de Vienne, peu de temps avant le 100e anniversaire de sa mère.

## Activités scientifique et technique
Hedy Lamarr a d'autres centres d'intérêt que son métier d'actrice : passionnée de design et inventrice talentueuse (elle affirme que les idées lui venaient naturellement). Jusqu'à sa mort, elle n'a de cesse de produire des inventions et laisse derrière elle de nombreux projets ingénieux, jetés sur le papier[réf. nécessaire]. Une invention dont elle est co-autrice fait l'objet d'un brevet, en 1941.
De ses conversations avec son ami le compositeur d'avant-garde George Antheil, antinazi et antifasciste, passionné comme elle, naît l'idée d'une invention pour mettre fin, selon elle, au torpillage des paquebots de passagers. Il s'agit d'un principe de transmission de signaux, l'étalement de spectre par saut de fréquence (FHSS ou frequency-hopping spread spectrum en anglais),.
Ce principe de transmission par étalement de spectre par saut de fréquence est encore utilisé au XXIe siècle pour le positionnement par satellites (GPS, GLONASS…), les liaisons chiffrées militaires, les communications des navettes spatiales avec le sol, la téléphonie mobile,. Ce principe est cependant différent de l'étalement de spectre à séquence directe (DSSS), utilisé dans certaines normes Wi-Fi, telle que l'IEEE 802.11b.
Lamarr prend connaissance des technologies de différentes armes, dont celles de systèmes de contrôle de torpilles, lorsqu'elle est mariée (de 1933 à 1937) à Friedrich Mandl, un très important fabricant de munitions autrichien qui fait commerce avec l'Heimwehr autrichienne et fournit Mussolini.

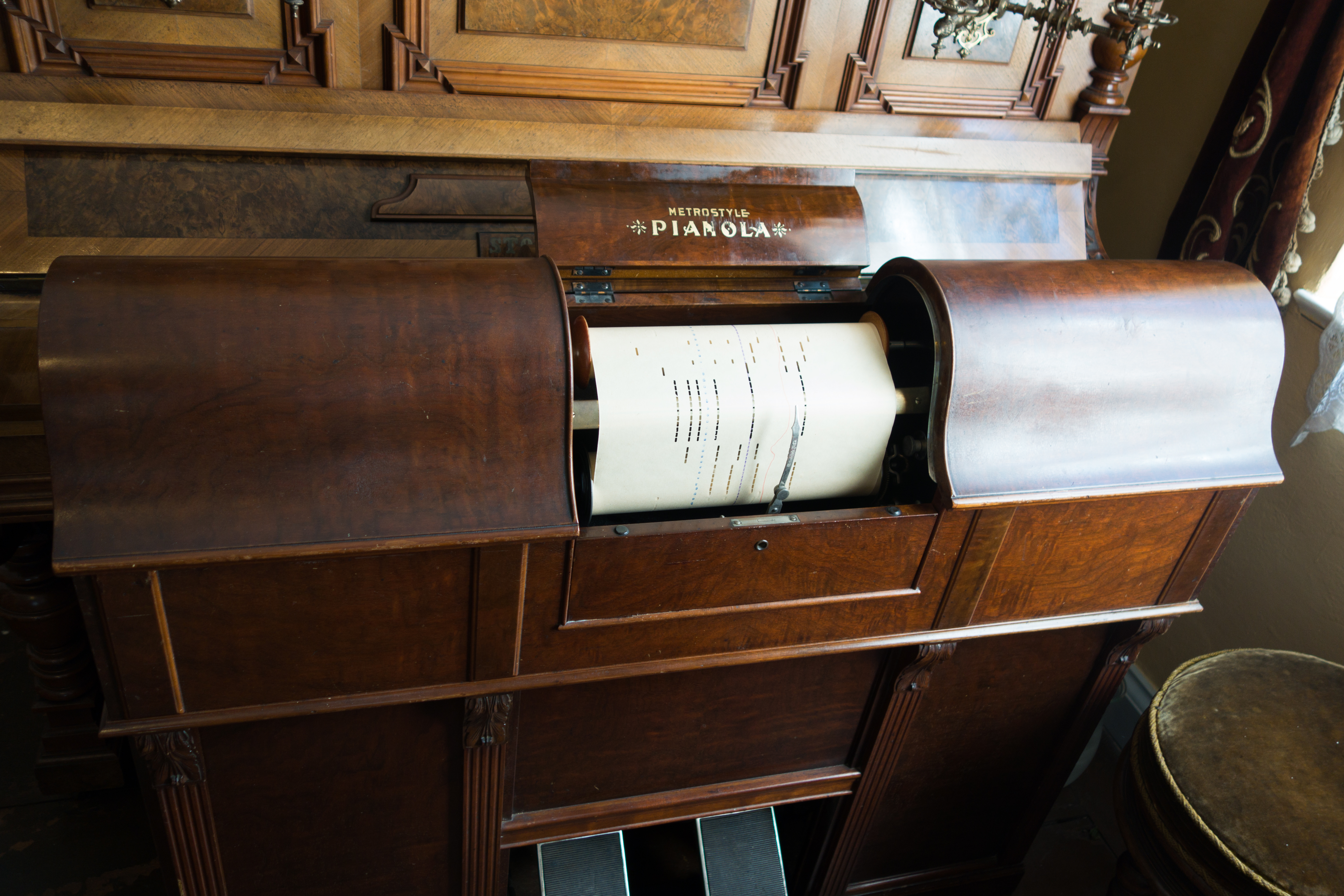
Pianola avec rouleau de papier perforé.

George Antheil, quant à lui, est familier des systèmes de contrôle automatiques et des séquences de sauts de fréquence, qu'il utilise dans ses compositions musicales et ses représentations, s'appuyant en cela sur le principe des rouleaux de bandes perforées des pianos mécaniques (pianola).
Dans le but d'aider les Alliés dans leur effort de guerre, tous deux proposent en décembre 1940 leur invention à une association d'inventeurs dans le domaine, le National Inventors Council (en), puis décident le 10 juin 1941 de déposer le brevet de leur « système secret de communication » (Secret communication system),,,, applicable aux torpilles radio-guidées pour permettre au système émetteur-récepteur de la torpille de changer de fréquence, rendant pratiquement impossible la détection d'une attaque sous-marine par l'ennemi. Ils rendent cette invention immédiatement libre de droits pour l'Armée des États-Unis.

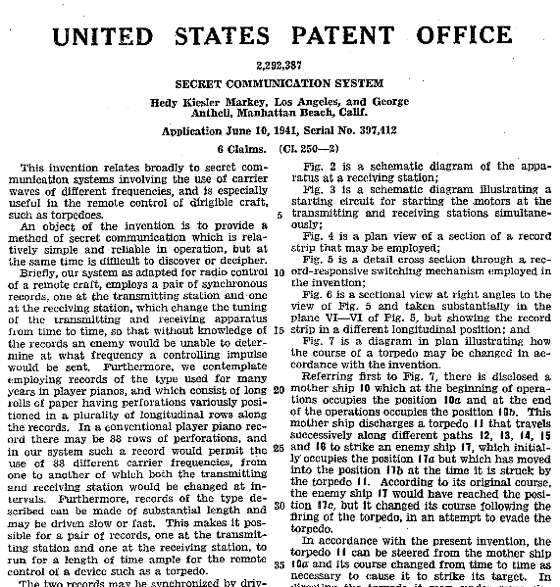
Copie (tronquée) de la demande de brevet américain déposée par Hedy Lamarr et George Antheil sur le « Secret Communication System » (10 juin 1941).

Le Bureau des brevets américain détient en effet, avec comme co-auteurs George Antheil et Hedy Lamarr (sous le nom de « Hedy Kiesler Markey », erreur mélangeant son prénom de scène et son véritable nom de famille, âgée de 27 ans à l'époque), la description d'un système de communication secrète pour engins radio-guidés appliqué par exemple aux torpilles. Le brevet des États-Unis no 2 292 387 (déposé le 10 juin 1941 et enregistré le 11 août 1942) décrit un système de variation simultanée des fréquences de l'émetteur et du récepteur, selon le même code enregistré (le support utilisé étant des bandes perforées inspirées des cartes des pianos mécaniques), où Antheil donne tout le crédit de la partie fonctionnalité à Lamarr, précisant que son travail à lui sur le brevet était simplement technique. Ce brevet a récemment été qualifié de « technique Lamarr ».
Cependant, cette idée est tellement novatrice que la Marine américaine n'en saisit pas immédiatement l'importance et la trouve « irréalisable » . Elle n'est donc pas mise en pratique à l'époque,, bien qu'il y ait, dans les années 1950, un projet de détection de sous-marins par avions utilisant cette technique. Hedy Lamarr n'indique pas cette invention, ni le dépôt du brevet, dans ses mémoires sulfureux. Plus tard, les progrès de l'électronique font que le procédé est utilisé — officiellement pour la première fois par l'armée américaine — lors de la crise des missiles de Cuba en 1962, et pendant la guerre du Viêt Nam.
Quand le brevet tombe dans le domaine public en 1959, ce dispositif est également utilisé par les fabricants de matériels de transmission, en particulier depuis les années 1980,. La plupart des téléphones portables et des systèmes de réseau sans fil mettent à profit les principes de l'invention de Lamarr et Antheil.

### Reconnaissance
En 1973, les fondateurs de la première « Journée nationale de l'inventeur » publient un communiqué de presse avec les noms d'inventrices inattendues où figure Hedy Lamarr, la femme qui avait rendu les missiles plus furtifs. Âgée, alors, de 59 ans, Lamarr en est surprise, ignorant jusqu'alors que son brevet avait été utilisé. Aussi décide-t-elle d'en obtenir des droits. Malgré ses réclamations, elle n'y parviendra pas. Elle ne reçut jamais de compensation financière pour son invention (estimée à une valeur de 30 milliards de dollars). De fait, elle semble avoir ignoré qu'à cette époque, la législation américaine n'accordait qu'un délai de six ans après le dépôt de brevet pour en réclamer les droits. De plus, elle s'entendit souvent répondre que son invention n'avait pas été utilisée,.
En 1997, Hedy Lamarr reçoit le prix de l'Electronic Frontier Foundation pour sa contribution à la société,,,. Vivant alors recluse en Floride et âgée de 82 ans, elle ne se rend pas à la cérémonie, de peur que les gens se moquent de son apparence,. L'accusation d'espionnage et de plagiat par Robert Price, historien spécialiste des communications secrètes, contribue à l'oubli du nom de son inventrice dans la mémoire collective. L'historienne du cinéma Jeanine Basinger (en) a estimé qu'à une autre époque, Lamarr « aurait très bien pu devenir une scientifique. C'est une option qui a pâti de sa grande beauté ».
Hedy Lamarr compense son amertume contre les magnats du cinéma : « Ils voulaient quelque chose de bon marché et de stupide, dit-elle [...] ils voulaient quelque chose de stupide mais j'ai de petites étagères dans mon cerveau ».
À partir des années 2000, elle devient le symbole de l'innovation et du design ; on célèbre son génie. En 2003, elle figure sur la première de couverture de Dignifying Science: Stories About Women Scientists,. Science & Vie et Guerres & Histoire la surnomment la « Bombe à tête chercheuse ». Un prix d'invention autrichien porte son nom et son anniversaire, le 9 novembre, marque la journée de l'inventeur dans les pays germanophones.
En 2014, la « plus belle femme du cinéma » devenue la « Bombe à tête chercheuse » et le pianiste George Antheil sont admis, à titre posthume, au National Inventors Hall of Fame,.

## Vie privée

### Vie amoureuse

#### La séductrice

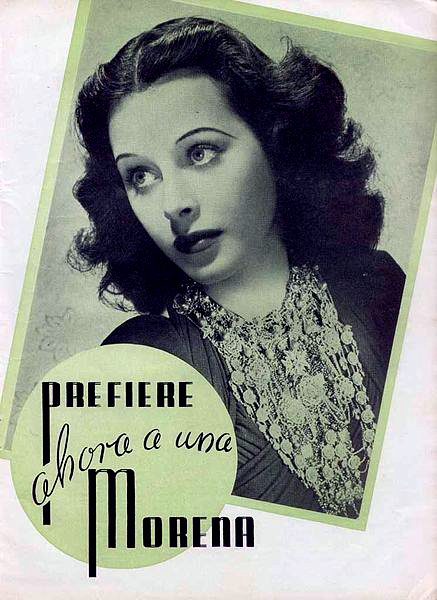
Hedy Lamarr en couverture d'un magazine argentin (1939).

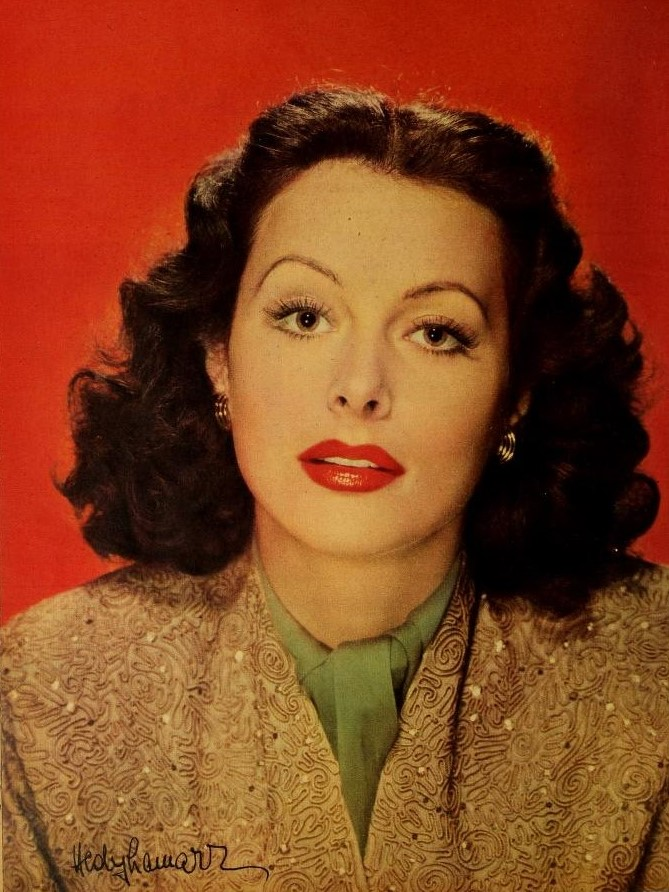
Hedy Lamarr en 1944.

Hedy Lamarr figure comme l'une des grandes séductrices de Hollywood.
Dans un article de Ciné Télé Revue de juillet 1950, Hedy Lamarr est ainsi décrite, :

« La première chose qu'elle remarque, quand un de ces beaux messieurs lui est présenté, c'est sa démarche, sa façon d'être. Est-il aimable, courtois, distingué ? A-t-il un aspect frais, soigné ? Hedy a horreur des hommes qui ont l'air d'avoir oublié de se raser, comme de tous ceux qui éprouvent un malin plaisir à mettre leurs mains au plus profond des poches et les pieds sur le bureau. »

Le livre de souvenirs de Hedy Lamarr, Ecstasy and Me paru en 1966, a dégradé son image de déesse intouchable. En France, deux ans plus tard, il a fait l'objet d'un compte rendu de Bernard Cohn dans Positif. La star s'y attarde sur sa vie privée mouvementée et particulièrement sexuelle. Ces mémoires figurent parmi les dix autobiographies les plus érotiques de tous les temps selon Playboy, avec La Vie sexuelle de Catherine M., Les Mémoires de Casanova et les autobiographies de Klaus Kinski et Mötley Crüe.
Lamarr a cru que la franchise du livre avait mis un point final à sa carrière et en a accusé ses prête-plume mais le tribunal statue contre Lamarr au motif que son image persistante de piètre moralité, invoquée dans le titre du livre qualifié de « sale, nauséabond et révoltant », permettait de croire très facilement que son contenu n'était pas de la diffamation mais la vérité. L'ouvrage a été même précédé de deux introductions, une médicale et une psychiatrique, car l'activité sexuelle en dehors du mariage était alors considérée comme pathologique.[réf. souhaitée]
Hedy Lamarr collectionne les aventures. En Angleterre, elle séduit Stewart Granger, encore marié à l'actrice Elspeth March (en)[réf. à confirmer]. Elle qualifie l'acteur d'« un des hommes les plus adorables du monde ».
En mars 1941, le milliardaire Howard Hughes l'inonde de cadeaux. En août 1942, elle fréquente Jean-Pierre Aumont puis Mark Stevens en septembre, et ses fiançailles avec George Montgomery sont rompues en novembre, selon The Hollywood Reporter.
Dans Ecstasy and Me, elle raconte qu'en 1945 John Kennedy, de passage à Paris, lui a téléphoné pour lui proposer de venir et lui a demandé ce qu'elle voulait ; elle a répondu « des oranges ». Elle l'a invité dans son appartement où il est arrivé une heure plus tard avec un sac d'oranges ; les agrumes étant à l'époque pratiquement introuvables, le présent a été très apprécié.
Parmi les personnalités diverses que la star aurait fréquentées de près :
- Sam Spiegel (producteur de Sur les quais et Le Pont de la rivière Kwaï), rencontré à Berlin ;
- Johnny Carson, l'animateur du Tonight Show ;
- le photographe Robert Capa ;
- le réalisateur Frank Borzage[Information douteuse] qui l'a dirigée sur Cette femme est mienne (I Take this Woman) ;
- les acteurs David Niven, Errol Flynn, Marlon Brando ;
- les acteurs et réalisateurs Orson Welles et Charlie Chaplin, Billy Wilder et Otto Preminger, deux réalisateurs viennois qu'elle fréquente en Europe avant la guerre, ses partenaires Charles Boyer, Clark Gable (l'intéressée l'a nié[8]), George Sanders, James Stewart, John Garfield, Robert Taylor, Robert Walker, Spencer Tracy, Ray Milland.

En faisant part un jour de sa « dépendance au sexe », qui à l'époque pouvait sembler déplacée, elle conclut : « C'est une malédiction pour une femme d'avoir trop de besoins. »

#### Mariages
Hedy Lamarr s'est illustrée notamment à travers six mariages, dont le premier, alors qu'elle est âgée de 19 ans, s'avère le plus fameux : Friedrich Mandl est un des quatre plus grands marchands d'armes du monde, ami personnel et fournisseur de Mussolini, Juif converti au catholicisme pour pouvoir faire commerce avec l'Heimwehr autrichienne, et promu « Aryen d'honneur » par Josef Goebbels[source insuffisante]. Dès 1933, il fait d'elle une institution de la haute société de Vienne, recevant des dirigeants étrangers dont Hitler, selon les mémoires de Lamarr, ou Hermann Goering. Sa tâche consistait à être jolie, arborer des bijoux et des fourrures, et très peu parler ou rire : « Il m'a toujours traitée comme une poupée, rapporte-t-elle, j'ai dû passer tout mon temps à donner et à aller à des fêtes, à porter des vêtements élégants, à faire des voyages d'agrément en Suisse, en Afrique du Nord, sur la Côte d'Azur… » Mandl a tenté, selon une légende peu probable mais soutenue,,, de racheter toutes les affiches où elle apparaît languissante et les copies du film Extase pour les détruire. Par ailleurs, Lamarr l'aurait quitté parce qu'il était trop impliqué avec les nazis et que sa jalousie maladive l'étouffait dans la cage dorée où il la cantonnait. Selon cette même légende, elle s'enfuit après avoir drogué la domestique chargée de la surveiller, en lui empruntant son uniforme,,.

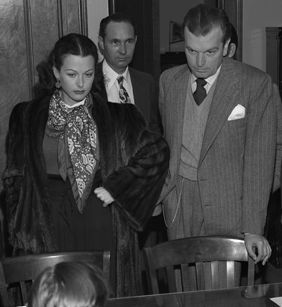
Hedy Lamarr et John Loder dans une salle d'audience en 1946.

Avec le scénariste et producteur Gene Markey (en) (1939-1940), dont Hedy Lamarr déclare plus tard qu'il « était le seul homme civilisé : il crachait dans un crachoir », elle adopte le petit James Markey Lamarr qu'après une lutte pour sa garde, elle écarte peu après de sa vie. En 1969, James Markey Lamarr s'avère être le principal protagoniste d'un fait divers (devenu policier, il tue un garçon noir de 14 ans).
Avec l'acteur John Loder (1943-1947), elle a deux enfants, Anthony et Denise, avec qui elle entretient des relations difficiles malgré de belles déclarations, car l'actrice a la main lourde (Denise a raconté qu'elle pleurait en jouant avec une poupée à l'effigie de sa mère souvent absente). Suivent ensuite l'acteur et magnat de l'immobilier d'Acapulco Teddy Stauffer (en) (1951-1952), l'industriel pétrolier du Texas W. Howard Lee (1953-1960) et l'avocat de ses précédents divorces Lewis J. Boies (1963-1965). Son mariage le plus long, avec Howard Lee, s'est confirmé de l'aveu de l'actrice comme une « page noire » de sa vie[réf. souhaitée] ; elle sera longuement en procès contre lui.
Hedy Lamarr se maria et divorça six fois :
- Friedrich Mandl, industriel de l'armement autrichien (1933-1937)
- Gene Markey (en) (1939-1940) ; un fils (adopté), James
- John Loder (1943-1947) ; deux enfants, Denise et Anthony
- Teddy Stauffer (en) (1951-1952)
- W. Howard Lee (1953-1960)
- Lewis J. Boies (1963-1965).

Ses différentes unions lui font dire : « Je dois arrêter d'épouser des hommes qui se sentent inférieurs à moi. Quelque part, il doit y avoir un homme qui pourrait être mon mari et ne pas se sentir inférieur. J'ai besoin d'un homme supérieur et inférieur ».

#### Enfants
Hedy Lamarr a eu trois enfants :
- James Loder (né le 6 mars 1939), enfant adopté avec son mari Gene Markey, et qui sera adopté par son mari John Loder le 16 octobre 1939 sous le nom de James Markey Lamarr[17].
- Denise Hedy Loder (née le 29 mai 1945)
- Anthony Loder (né le 1er mars 1947 - 23 mai 2023).

### Judaïsme
Sa judéité est un élément de sa biographie qu’elle n’évoquera jamais, ni dans son autobiographie ni lors de ses interviews ni même auprès de ses enfants.

### Subversion et nudité

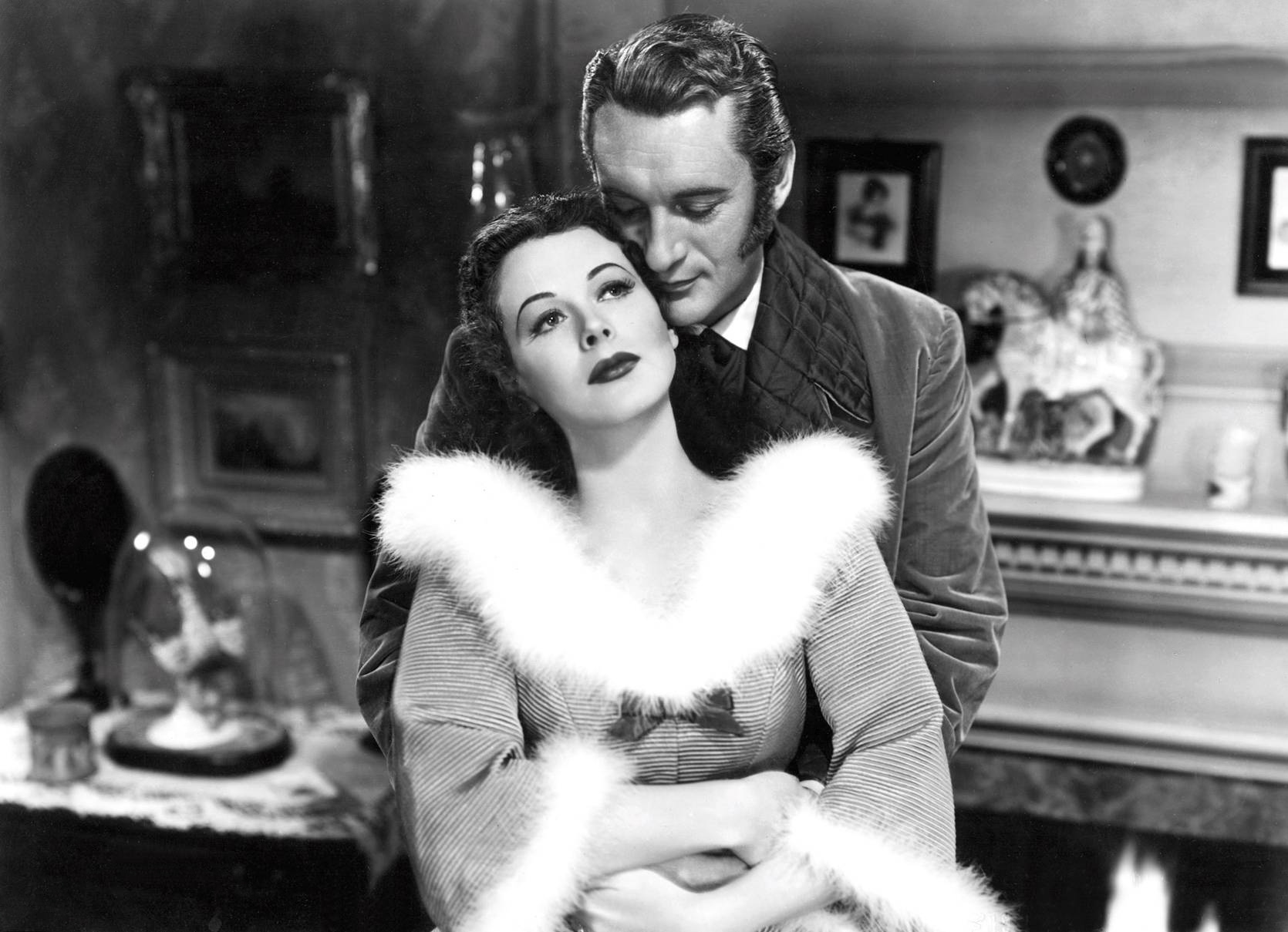
Hedy Lamarr et George Sanders dans Le Démon de la chair (1946).

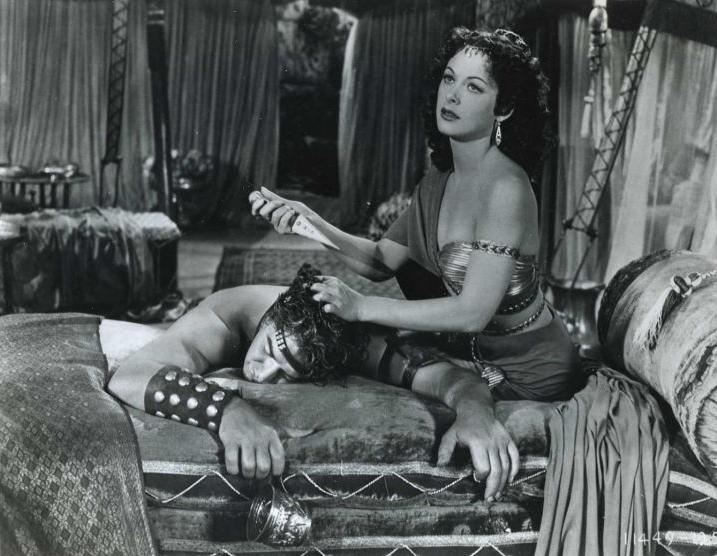
Hedy Lamarr dans Samson et Dalila (1949).

Hedy Lamarr est l'une des plus célèbres actrices parues entièrement nues au cinéma, dans le film tchèque Extase (1933), antérieur à sa carrière hollywoodienne. Selon elle, on lui avait garanti qu'elle serait filmée de loin,.
Dans l'ouvrage Grandes Dames du cinéma (1993), Don Macpherson déplore le manque « de ce charme distinct et de cette personnalité qui ferait écho à sa beauté » ; il salue « un de ses efforts professionnels les plus réjouissants » dans La Danseuse des Folies Ziegfeld et enfonce le clou à propos du péplum à succès de Cecil B. DeMille (Samson et Dalila, 1949) : « Lamarr incarne Dalila avec un bienfaisant mépris du réalisme », au côté de Victor Mature « dont les prouesses d'acteur sont de la même veine ».
L'auteur reconnaît cependant que « sa détermination et son panache » contribuent à sauver le film et termine sur cette note : « Parmi les ruines de son temple "technicoloré", ne dirait-on pas qu'elle a enfin trouvé sa place, si éphémère soit sa gloire ».
À propos de Casablanca, Hedy Lamarr aurait été contactée, comme du reste Irene Dunne et Michèle Morgan (trop chère), mais elle était liée par contrat à la MGM et ne souhaitait pas s'engager sur un projet sans connaître le scénario. L'équipe, Bogart et Bergman compris, n'apprécia pas davantage l'aspect improvisé du tournage.
La rumeur dit également que beaucoup d'actrices connues refusèrent car elles ne trouvaient pas Bogart suffisamment séduisant. Celui-ci n'avait à son actif en 1942 que deux rôles en vedette, dans La Grande Évasion et Le Faucon maltais.
Ingrid Bergman de son côté débutait aux États-Unis où elle n'avait guère tourné que le remake d’Intermezzo et Docteur Jekyll et M. Hyde. Même Jack Warner n'en revenait pas que Bogart pût paraître sexy et ce dernier lui-même en attribuait le mérite à sa partenaire. D'autre part, George Cukor, réalisateur de Hantise, ne se souvenait pas que Hedy Lamarr eût été mentionnée dans ce projet.
Dans l'article du Larousse, le critique cinématographique déplore que « l'esthétique aseptisée de la MGM » ait accentué la « froideur naturelle de son jeu » et mesure les capacités de l'actrice à l'aune de sa prestation dans Le Démon de la chair. Concernant Mayer, l'ouvrage insiste sur sa conception de la star : « élégante, diaphane, lointaine » et souligne la mièvrerie générale des films MGM après la mort d'Irving Thalberg (1936). Pour Jean Tulard, sa carrière ne compte « pas de grands chefs-d'œuvre mais d'excellentes bandes ».

La femme n'a pas reçu de meilleures critiques que l'interprète. Du point de vue de l'acteur français Jean-Pierre Aumont : 

« Lors d'un dîner auquel l'avait convié Hedy Lamarr, l'acteur sentit soudain sous la table la jambe de son hôtesse se frotter contre la sienne… Huit jours après, Hedy et Jean-Pierre étaient fiancés. Après avoir offert un solitaire à la dame de son cœur, l'acteur téléphona à son père pour lui demander de venir à Los Angeles faire la connaissance de sa future belle-fille. Le temps que monsieur Aumont père fasse le voyage, Jean-Pierre avait réalisé qu'il allait commettre une erreur : capricieuse, futile, Hedy n'était vraiment pas la femme de sa vie. En accueillant son père à l'aéroport, Jean-Pierre lui fit part de sa décision de rompre et lui confia la mission d'en avertir la fiancée. La nouvelle fut mal accueillie. Quand elle revit l'acteur, Hedy lui jeta sa bague au visage, puis, se ravisant, la ramassa et claqua la porte ! »

Avec Howard Lee, l'amour devient haine. Gene Tierney se souvient, dans son autobiographie Mademoiselle, vous devriez faire du cinéma : 

« Howard Lee était en pleine procédure de divorce avec Hedy Lamarr. Bien avant que les touristes eussent investi la ville, il avait construit une maison baptisée Villa of Aspen (anciennement Villa Lamarr). (…) A la seule mention de mon nom, il cracha : “Pas question ! J'ai eu mon compte d'actrices de cinéma !” (…) S'il croyait, ou redoutait, une créature hollywoodienne, je ne correspondais plus à cette catégorie, pour autant que ce fût jamais le cas. »

Jane Powell, à propos du dernier film officiel d'Hedy Lamarr, Femmes devant le désir (en) (The Female Animal, 1958), raconte :

« Hedy Lamarr était obsédée par son âge et par sa beauté. Elle ne supportait pas d'être la mère d'une femme adulte et avait interdit toute scène avec moi, ce qui était totalement déraisonnable puisque j'étais censée être sa fille. Elle était star jusqu'au bout des ongles. Chaque jour elle arrivait au studio dans une limousine conduite par son chauffeur et se précipitait à la salle de maquillage le long d'un tapis rouge qu'on avait pris soin de dérouler pour elle. Un jour, elle a claqué la porte au nez de toute l'équipe, croyant qu'une plaisanterie dont nous riions la concernait[source insuffisante]. »

### La légende noire

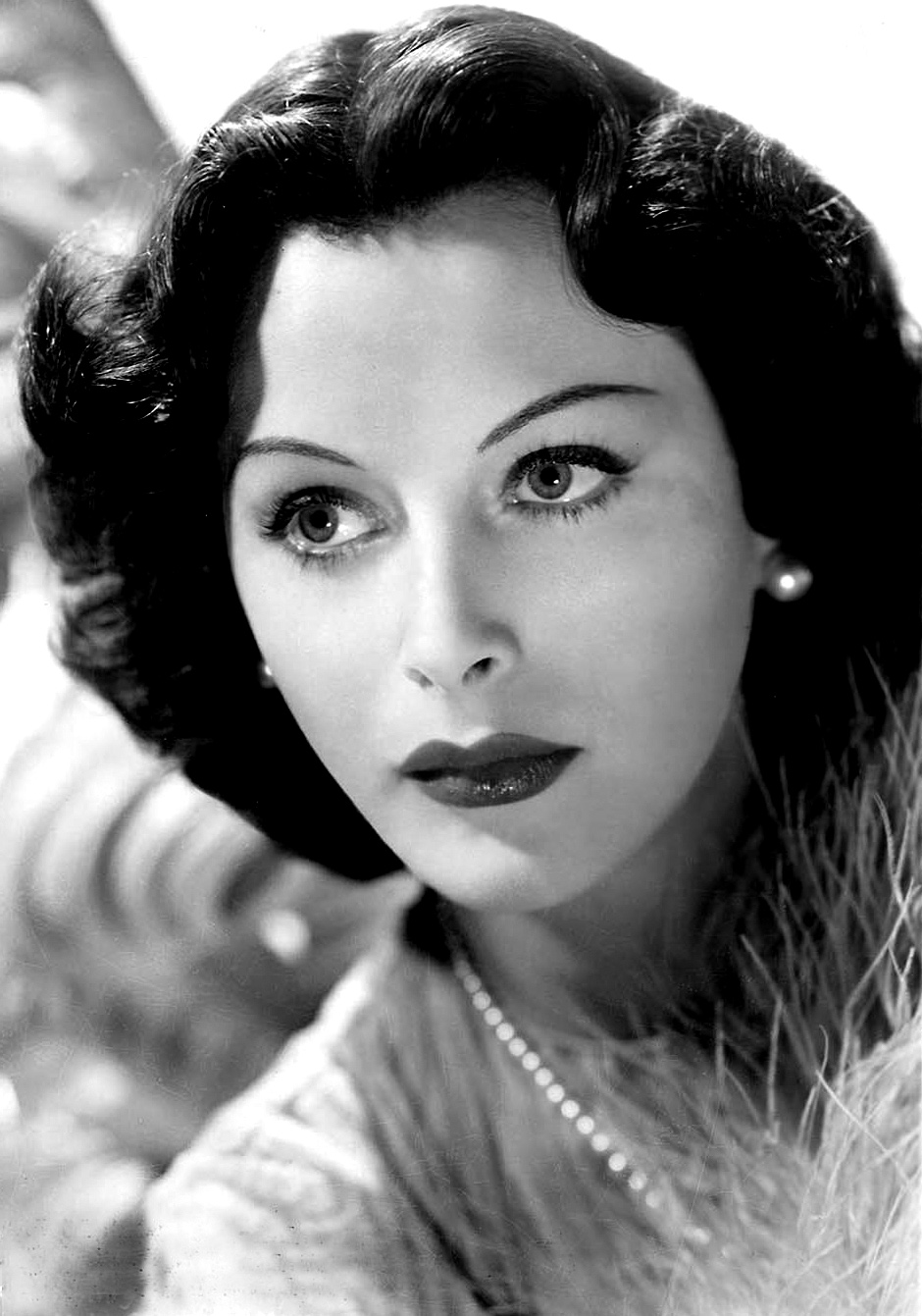
Hedy Lamarr en 1940.

Selon le pianiste et compositeur George Antheil, « Hedy était un géant intellectuel comparée aux autres actrices d'Hollywood ». Les apparences l'ont souvent desservie et la solitude et la mélancolie semblent s'attacher à elle. Sa chirurgie esthétique ratée et quelques faits divers sordides, bruits contradictoires, composent sa « légende noire ».
Dans le film La Nuit américaine réalisé par François Truffaut, lors d'une crise de désespoir que l'équipe ne s'explique pas, l'actrice principale Julie Bake (interprétée par Jacqueline Bisset) réclame du beurre en motte. Simple observateur, l'un des acteurs principaux (incarné par Jean-Pierre Aumont qui avait été fiancé à Lamarr), commente :

« ... Il [le réalisateur] a encore de la veine dans son malheur. J'ai connu des caprices beaucoup plus coûteux. Il y avait une actrice autrichienne, Hedy Lamarr, qui était une des reines d'Hollywood ; elle regrettait tellement le climat pluvieux de son Tyrol natal qu'elle avait fait installer, dans le jardin de sa propriété en Californie, une machine à faire la pluie. Alors vous voyez, le beurre en motte… »

— Dialogue de Jean-Pierre Aumont dans La Nuit américaine.
En 1949, Hedy Lamarr remporte le seul prix de sa carrière, le prix « Pomme acide » de l'actrice la moins coopérative, remis par les Golden Apple Awards. Cette misanthropie ne s'exerce pas seulement à l'égard des journalistes : le Ciné Télé Revue du 18 au 24 juillet 1950 rapporte :

« Hedy Lamarr n'aime plus guère que l'on parle d'elle. Elle déteste les interviews et se méfie de la sincérité de ses amis. Elle n'en a plus beaucoup du reste. Elle a connu trop de déceptions et donc les redoute. Elle vit presque recluse. Surtout ne pas lui poser de questions trop précises : la laisser parler selon son cœur. Quand elle se sent du vague à l'âme, comme en ce moment, c'est à son enfance viennoise qu'elle pense le plus intensément. Et à son père. »

Au cours de sa vie, sont mentionnées des amitiés féminines, comme l'amitié d'enfance avec la grande chanteuse viennoise Greta Keller : admirée du prince de Galles et du roi Carol de Roumanie, qui avait débuté avec Peter Lorre et Marlene Dietrich et devenue la première vedette du cabaret Oak Room (en).
En 1939, Lamarr comptait parmi ses fans les actrices Katharine Hepburn et Greta Garbo, Tallulah Bankhead et l'acteur Clifton Webb. Une autre de ses amies, Ann Sothern est l'héroïne comique de la série Maisie et une des interprètes des Chaînes conjugales (1949) de Joseph Mankiewicz.
Dès 1960, Lamarr est arrêtée pour vol à l'étalage et relâchée sans procès. En 1966, prise en flagrant délit de vol de produits de beauté dans une grande surface à Los Angeles, elle est jugée et relaxée au motif d'un malentendu. C'est une Hedy Lamarr défaite qui s'explique devant les caméras. Dans les mémoires d'Ava Gardner, l'actrice Lena Horne raconte :

« Quand j'ai rencontré Hedy Lamarr après un de mes spectacles, elle m'a dit : "C'était tout de même merveilleux, la MGM ! On nous choisissait nos vêtements, nous n'avions besoin de penser à rien, Howard Strickling (en) s'occupait de tout et prévoyait ce qu'on aurait à dire." Et cette remarque m'a fait un drôle d'effet, parce que je savais, moi, qu'il y avait quelque chose d'horrible. On a toujours besoin d'être en mesure de penser par soi-même. »

Au milieu des années 1960, Andy Warhol fait la connaissance de Hedy Lamarr dont les mémoires lui inspirent en 1965 le mélodrame parodique Hedy (The Most Beautiful Woman in the World/The Shoplifter/The Fourteen Year Old Girl) qui retrace une fin de vie et le mythe de l'immortalité qui lutte contre le temps à coups d'opérations chirurgicales, « ridiculisant sa carrière post-filmique ». Dans ce film, après avoir dérobé dans des magasins, l'héroïne (jouée par le travesti Mario Montez (en)) subit l'interrogatoire musclé d'une enquêtrice.
En 1990, le magazine Télé Poche évoque un téléfilm biographique de Lamarr avec Melissa Morgan, ex-patineuse et actrice dans Les Feux de l'amour.[réf. souhaitée]
L'année suivante, Jean Tulard écrit[Où ?] qu'elle a « sombré dans l'anonymat et, dit-on, dans la misère »[réf. nécessaire]. La même année, Hedy Lamarr récidive au supermarché Eckerd de Casselberry en Floride où elle vit : elle est condamnée à un an de contrôle judiciaire.
L'auteur et confidente de stars, Joan MacTrevor, confirme en 1990 l'aisance de Lamarr :

« Née […] d'une mère hongroise mondialement connue pour sa beauté et d'un père directeur de banque, elle est riche. Elle possède même une île dans les Caraïbes. Dernièrement, elle déclarait encore à la presse : “Une femme doit, jusqu'à son dernier soupir, soigner sa personne. Elle ne peut pas laisser son physique et sa beauté se dégrader !” […] Hedy Lamarr n'a vraisemblablement pas supporté l'oubli de ses fans. Souffrant en plus de cataracte, elle donne aujourd'hui la triste image d'une star déchue. »

## Filmographie

### Cinéma

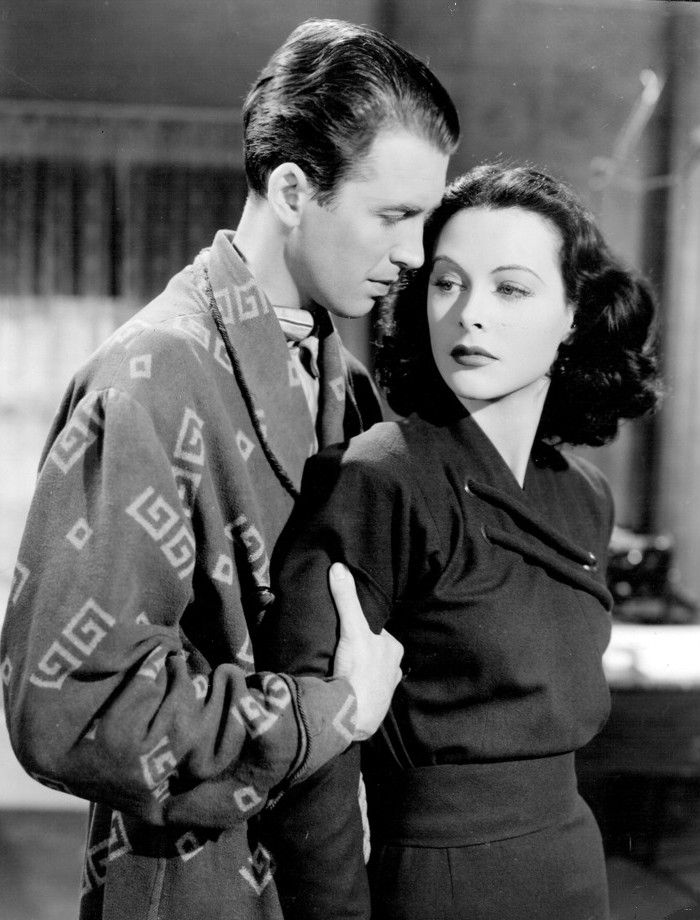
Avec James Stewart dans Viens avec moi (1941).

- 1930 : Geld auf der Straße de Georg Jacoby : la jeune fille à la table du night-club
- 1931 : Tempête dans un verre d'eau (Die Blumenfrau von Lindenau) de Georg Jacoby : la secrétaire
- 1931 : Les Treize Malles de monsieur O. F. d'Alexis Granowsky : Hélène, la fille du maire
- 1932 : Man braucht kein Geld de Carl Boese : Käthe Brandt
- 1933 : Extase de Gustav Machatý : Éva Hermann
- 1938 : Casbah de John Cromwell : Gaby
- 1939 : La Dame des tropiques de Jack Conway : Manon deVargnes Carey / Kira Kim
- 1940 : Cette femme est mienne de W.S. Van Dyke : Georgi Gragore Decker
- 1940 : La Fièvre du pétrole de Jack Conway : Karen Vanmeer
- 1940 : Camarade X de King Vidor : Golubka, ou Théodore Yahupitz et Lizvanetchka « Lizzie »
- 1941 : Viens avec moi de Clarence Brown : Johnny Jones
- 1941 : La Danseuse des Folies Ziegfeld de Robert Z. Leonard : Mrs. Sandra Kolter
- 1941 : Souvenirs de King Vidor : Marvin Myles Ransome
- 1942 : Tortilla Flat de Victor Fleming : Dolores Ramirez
- 1942 : Carrefours de Jack Conway : Lucienne Talbot
- 1942 : Tondelayo de Richard Thorpe : Tondelayo
- 1944 : Le Corps céleste d'Alexander Hall : Vicky Whitley
- 1944 : Les Conspirateurs de Jean Negulesco : Irène Von Mohr
- 1944 : Angoisse de Jacques Tourneur : Allida Bederaux
- 1945 : La Princesse et le Groom de Richard Thorpe : la princesse Véronica
- 1946 : Le Démon de la chair d'Edgar G. Ulmer : Jenny Hager
- 1947 : La Femme déshonorée de Robert Stevenson : Madeleine Damien
- 1948 : Vivons un peu (Let's Live a Little) de Richard Wallace : le docteur J.O. Loring
- 1949 : Samson et Dalila de Cecil B. DeMille : Delilah
- 1950 : La Dame sans passeport de Joseph H. Lewis : Marianne Lorress
- 1950 : Terre damnée de John Farrow : Lisa Roselle
- 1951 : Espionne de mon cœur de Norman Z. McLeod : Lily Dalbray
- 1954 : L'Amante di Paride (L'Eterna femmina) de Marc Allégret et Edgar G. Ulmer : Hedy Windsor / Hélène de Troie / l'impératrice Joséphine de Beauharnais / Geneviève de Brabant
- 1957 : L'Histoire de l'humanité d'Irwin Allen : Jeanne d'Arc
- 1958 : Femmes devant le désir (en) (The Female Animal) d'Harry Keller : Vanessa Windsor

### Télévision
- 1952 : Four Star Revue (série) : invitée vedette
- 1957 : Zane Grey Theater (série) : Consuela Bowers

### Productrice
- 1946 : Le Démon de la chair d'Edgar George Ulmer

## Hommages
« Let's Speak of Lamarr, that Edy so fair,
Why does she let Joan Bennett wear all her old hair? »

— Cole Porter, Let's No Talk About Love, 1941.

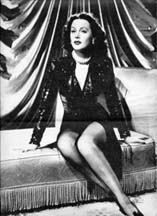
Hedy Lamarr en 1943.

Cette chanson est cruelle pour Joan Bennett, qui effectuait alors une carrière de femme fatale brune chez Fritz Lang et Jean Renoir, après avoir été une jeune première blonde, mariée à Walter Wanger (le producteur de Casbah) et ex-femme de Gene Markey (deuxième mari d'Hedy)… Apparemment, la chanson fut inspirée par la première apparition de Lamarr à Hollywood qui fit une forte impression, Joan Bennet décidant alors de devenir brune comme de nombreuses femmes à l'époque.

« Sir Henry — Vous voyez la petite maison au bout de la route, en face de celle où Monsieur Poirot logeait l’an dernier ? Tenez-vous bien, elle a été louée par une vedette de cinéma. Les voisins en ont les yeux qui leur sortent de la tête.

Midge — Est-elle vraiment aussi fascinante qu’on le dit ?

Sir Henry — En fait, je ne l'ai pas encore vue, mais je crois savoir qu’elle est par ici ces jours… Quel est son nom déjà ?

Midge — Hedy Lamarr ? »

— Agatha Christie, Le Vallon, 1946

« I think Hedy to be one of the most underestimated actresses, one who has not been lucky enough to get the most desirable roles. I have seen her do a few brilliant things. I always thought she had great talent, and as far as classical beauty is concerned you could not then, nor perhaps even now, find anyone to top Lamarr. »

— Errol Flynn, My Wicked Wicked Ways, 1959.
Par ailleurs, Flynn voulait engager Hedy Lamarr pour le premier rôle féminin de William Tell (1943/1944), un de ses projets les plus chers, qui ne vit jamais le jour.

« Lorsque j’ai fait la connaissance d’Hedy Lamarr il y a environ vingt ans, elle était si époustouflante que toutes les conversations s’interrompaient dès qu’elle entrait dans une pièce. Où qu’elle allât elle devenait le point de mire de tous les regards. Je doute qu’il y ait eu un seul individu pour s’inquiéter de savoir s’il y avait quelque chose derrière cette beauté. Tout le monde était trop occupé à la fixer bouche bée. »

— George Sanders, Mémoires d’une fripouille, 1960 (réédition PUF, p. 155)

« But talk about an entrance! Hedy Lamarr holds the record for that. One entrance she made at Ciro's is a vision I'll never forget. 
Hedy was at the height of her beauty, with thick, wavy, jet-black hair. With that stunning widow's peak, her face was magnificent. We all looked up and there she was at the top of the stairs. She wore a cape of some kind up to her chin, and it swept down to the floor. I can't even remember the color of the cape, because all I saw was that incredible face, that magnificent hair… She was enough to make strong men faint. »

— Lana Turner, Lana, the Lady, the Legend, the Truth, 1982

« Elle avait une peau incroyable, merveilleuse, d'une luminosité inimaginable... Ma rencontre avec elle m'a valu l'un des plus grands frissons de ma vie. J'avais vingt-cinq ans, Les Nus et les Morts venait d'être publié et je me trouvais à Hollywood, où une soirée était donnée, plus ou moins en mon hommage. Et Hedy Lamarr était là. J'étais sidéré, terriblement enthousiaste. Mais, bien sûr, je faisais mine d'être complètement blasé. Elle m'a demandé si j'étais marié. Je lui ai répondu : "Oui, moi aussi je suis tombé dans le piège." Elle m'a regardé et m'a dit : "Vous êtes un jeune écervelé, vous ne devriez pas parler du mariage en ces termes." Pour quelqu'un qui a divorcé six fois...  Je crois toujours qu'elle était la plus belle femme que j'aie jamais vue. »

— Norman Mailer (1987).

« You didn't miss that beautiful face of hers. Oh, it was fabulous, just fabulous ! People assume,apparently because of her beauty, that Hedy is a blank. Not at all. She was always charming when I knew her, with a nice sense of humor. »

— Myrna Loy, Being and Becoming, Primus/Donald I. Fine, Inc. New York, 1988 (p.139)

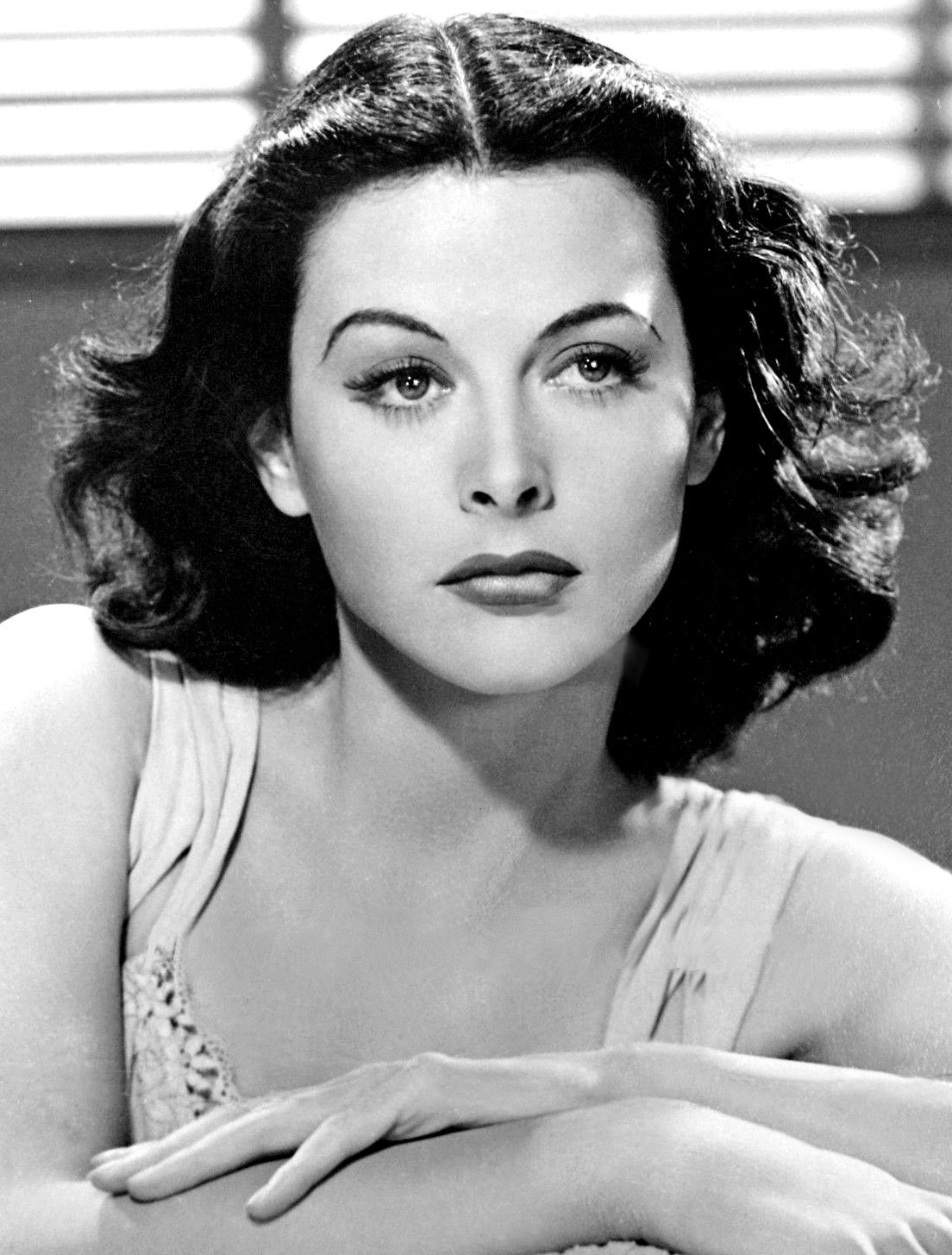
Hedy lamarr en 1940.

" My ambitions crystallized even more strongly one night when I saw the most incredibly beautiful human being I had ever seen in my entire life. She was leaving the Sacher Hotel, one of Vienna's most luxurious hotels. She wore a blue sequined dress, mirroring perfectly her azure blue eyes, a cluster of sparkling diamonds in her raven black hair, which was swept up into the chicest of styles. She was Hedy Lamarr, the Hollywood star, the epitome of sophistication and glamor... Intoxicated as I was by Vienna and my fleeting taste of fame, I fixed the brilliant image of Hedy in my mind forever..."
--- Zsa Zsa Gabor, One Lifetime is not Enough, Delacorte press, 1991 (p.12)
" Le soir même je dînai chez Hedy Lamarr... De rouge vêtue, ses cheveux noirs défaits, elle paraît, sur cette terrasse qui semble vaciller comme une nacelle, la plus émouvante, la plus séduisante incarnation de l'enfer. Tout est parfait: les yeux las, la bouche ourlée, les cheveux de jais, la peau mate, le nez juste assez retroussé pour l'empêcher d'être trop belle, "ô mortels! comme un rêve de pierre...". Pendant le dîner, elle presse contre moi un de ses genoux... La semaine suivante, nous étions fiancés...
Je ne devais la revoir que vingt ans plus tard, au coin d'une rue à Portofino. Entre-temps, elle s'était mariée et elle avait divorcé cinq ou six fois de plus. Elle conserva pour moi beaucoup plus d'estime et de tendresse que pour les hommes qui avaient eu la faiblesse de l'épouser."
--- Jean-Pierre Aumont , Le Soleil et les Ombres, Robert Laffont - Opera Mundi, 1976 (p.98, 99)
"In 1945, Her Highness and the Bellboy thrust me up against the greatest competition of that era, Hedy Lamarr, said to be the most beautiful woman in the world. I would just stare, entranced, at her profile. No doubt about it, she was stunning and she knew how to look at a man with an intimate little smile that turned him on."
--- June Allyson, June Allyson by June Allyson, Thorndike Press, 1982 (p.82)
L'astéroïde (32730) Lamarr porte son nom.

## Dans les arts et la culture populaire

### Littérature

#### Roman
- En 1979, Manuel Puig publie le roman fantastique Pubis Angelical (en), inspiré par la trajectoire de Lamarr (épouse d'un grand marchand d'armes européen et star de cinéma) où il réduit la femme à un pur fantasme sexuel[8].
- Géraldine Beigbeder a publié en 2007 son premier roman[Lequel ?], un road-movie dans une quête dans l'Europe de l'Est post-communiste de sponsors pour un long métrage sur Hedy Lamarr, mythique star antinazie des années 1930.
- Anarquia (2004), roman de Brad Linaweaver et J. Kent Hastings présente une histoire alternative de la guerre civile espagnole de 1936 à 1939 : artistes, écrivains émigrés, reporters, philosophes, activistes politiques (Hedy Lamarr, Wernher von Braun, Ernest Hemingway, George Orwell, John Dos Passos, Ayn Rand, G. K. Chesterton…) portent ici les espoirs du monde sur leurs épaules.
- Une biographie interdite de Marlon Brando décrit Hedy Lamarr comme la « reine des orgasmes » sur plusieurs pages, avec des dialogues salaces entre l'acteur et elle (Darwin Porter, Brando Unzipped, 2006).
- En 2008, Devra Z. Hill publie un livre, What Almost Happened to Hedy Lamarr, qualifié de « biographie fictionnalisée » par Ruth Barton, dans lequel l'auteur décrit notamment les relations sexuelles saphiques de la star et sa liaison avec Hitler (dont Hedy Lamarr exhibe les cadeaux).
- En 2019, Marie Benedict lui consacre un roman, The only woman in the room, en français La femme qui en savait trop, donnant un éclairage plus intellectuel à celle qui contribua à l'effort de guerre et à la recherche scientifique, sous le masque d'icône du cinéma.

#### Bande dessinée
- Les traits de Hedy Lamarr inspirent ceux de Catwoman, le personnage de bande dessinée créé par Bob Kane[10].
- Elle est l'héroïne principale dans un one-shot de la collection Yin-Yang de l'auteur Michel Schetter, intitulé Les Lettres de Pearl.
- Elle apparaît dans la bande dessinée française dédiée aux histoires marquantes de femmes fortes Culottées 2 de Pénélope Bagieu sortie en 2017.
- Elle est le personnage principal de la série VGirls (scénario Jean-Pierre Pécau, dessin Jovan Ukropina, couleur Hugo Sebastián Facio) publiée aux éditions Soleil entre 2019 et 2022

### Filmographie

#### Cinéma
- Le personnage de fiction de Blanche-Neige dans le film Blanche-Neige et les Sept Nains de Walt Disney aurait été inspiré par le physique de Hedy Lamarr (« chevelure noire de jais, teint de porcelaine et regard azur » selon des articles publiés à partir de 2018[62])[4],[63],[64],[5],[20],[10].
- Le réalisateur Ridley Scott s’inspirera de Lamarr pour concevoir le visage à la beauté hiératique de la « réplicante » Rachel dans Blade Runner, en 1982[10].
- Ingmar Bergman a tourné Un été avec Monika (1952) pour Harriet Andersson, et s'est notamment inspiré d'Hedy dans Extase (tourné vingt ans avant) pour la scène de nu, une des premières dans l'Europe d'après-guerre.
- En 1974, Mel Brooks utilise son nom accompagné d'un bruit de pet dans Le shérif est en prison. H. Lamarr lui intente un procès[8].
- En 2017, Alexandra Dean réalise le film Hedy Lamarr : From Extase to Wifi, dévoilant notamment sa vie amoureuse ainsi que ses talents d'inventrice lors de la Seconde Guerre mondiale[65].
- En 2019, la National Portrait Gallery de Londres acquiert une affiche italienne originale de Luigi Martinati (it) du film Les Conspirateurs (1944) de Jean Negulesco, la montrant dessinée de profil ; « son image reflète l'attrait qui l'a amenée à être qualifiée de "plus belle femme du monde" »[20].

#### Télévision

##### Série
- En 2017, Hedy Lamarr, incarnée par l'actrice Celia Massingham, est un personnage principal d'un épisode de DC : Les Légendes de demain (saison 3, épisode La belle Hélène de Troie)[66],[67]. Screenrant classe cette apparition d'Hedy Lamarr comme la plus intéressante parmi les apparitions de personnalités historiques dans cette série[68].
- Dans Hé Arnold !, Hedy Lamarr est mentionnée dans l'épisode 8 de la saison 2 intitulé Brutus César. En effet, le grand-père d'Arnold présente une photo d'Hedy Lamarr à un journaliste. De plus, à la fin de cet épisode, le même personnage fait référence aux nombreux mariages d'Hedy Lamarr en disant qu'il va se marier avec elle.
- En 2018, elle apparaît dans Timeless (saison 2, épisode 3, Hollywoodland), incarnée par Alyssa Sutherland[69],[70] en compagnie de son ami pianiste George Antheil.

### Jeu vidéo
- Le docteur Isaac Kleiner, personnage fictif présent dans le jeu vidéo Half-Life 2, a notamment surnommé son crabe de tête apprivoisé « Lamarr ». Il l'appelle parfois « Hedy ».

### Militaire

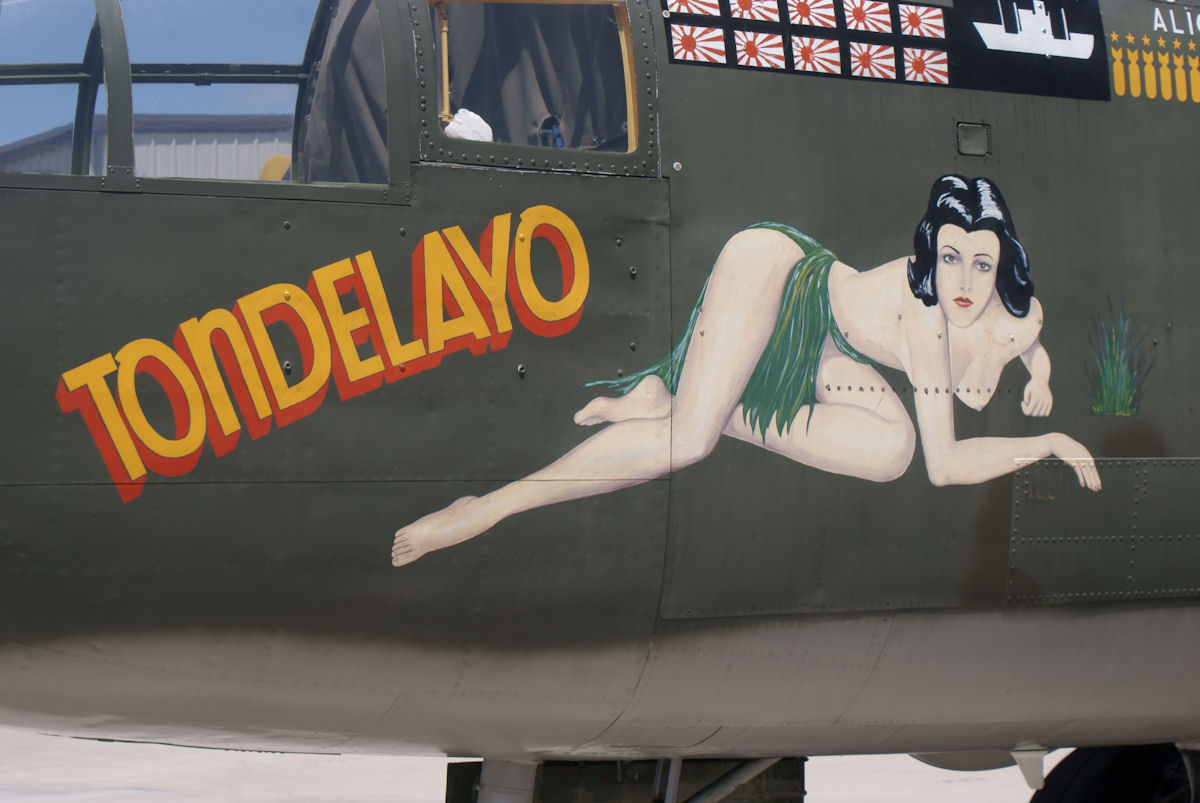
Hedy Lamarr dessinée sur la carlingue d'un bombardier B-25, en référence au film Tondelayo (1942), et à sa tenue dans Extase (1933).

- « Tondelayo » est le nom donné par l'équipage du lieutenant Ralph Wallace à un bombardier North American B-25 Mitchell, l’un des plus célèbres avions de guerre américains, baptisé d'après le nom du personnage d'Hedy Lamarr dans le film Tondelayo (White Cargo, 1942), et par son personnage de Vénus noire dans le film Extase (1933)[71].
- The Ruptured Duck, le surnom de la prestigieuse médaille militaire The Honorable Discharge Lapel Pin est attribué à Hedy Lamarr qui, prenant l'avion pour fuir Friedrich Mandl (celui-ci voulait l'assassiner car tout le monde avait découvert qu'elle était l'auteure des inventions militaires qu'il s'était attribuées), avait comparé son terrible vol à un « segeltuch gebrochen » (broken bird) mais cela fut traduit par « ruptured duck ». L'expression fut reprise par les employées de l'usine qui fabriquait le Duck pour commémorer le vol héroïque de Lamarr[72].

### Sciences
- En 1998, le festival Ars Electronica rend hommage à la star H. Lamarr et à l'inventeur.
- Depuis 2005, dans les pays de langue allemande, on célèbre la « Journée des Inventeurs » tous les 9 novembre, jour anniversaire de sa naissance[73].
- Le télescope quantique installé par l'Institut d'optique quantique et d'information quantique (en) sur le toit de l'Université de Vienne en 2013 a été nommé en son honneur le 12 décembre 2014.
- Le 27 août 2019, un astéroïde a été nommé en son honneur : (32730) Lamarr.
- L' Institut Lamarr pour l'apprentissage automatique et l'intelligence artificielle de l'Université technique de Dortmund, de l'Université de Bonn, du Fraunhofer IAIS et du Fraunhofer IML porte son nom.

### Internet
- En 2015, le jour de son anniversaire, le site Google affiche sur sa page d’accueil un doodle consacré à Hedy Lamarr[74].
- Sur Internet, Hedy Lamarr suscite un véritable commerce puisqu'on y trouve des « robes Hedy Lamarr » et des tee shirts avec la citation « The secret of life is to try everything ».

### Musique
- En 2001, l'artiste allemande Michaela Melián rend à hommage aux deux Hedy[Quoi ?] avec sa création Life as a Woman, Hedy Lamarr.
- En 2010, est donné au « Hegsbourg Center Auditorium » de l'Université de Notre-Dame-du-Lac le Ballet Mécanique: A Spread-Spectrum Ecstasy, comportant la lecture du poème de John Matthias, Automystifstical Plaice, extrait de son livre Working Progress et inspiré par la vie d'Hedy Lamarr, son mariage avec Mandl et sa collaboration avec Antheil[75]
- En 2015, la poétesse Thézame Barrême (textes et voix) et le compositeur Abdul Jaba (piano) créent à Arles un duo musical de chansons diagonales, nommé "hedylamarr»
- En 2022, Jeff Beck et Johnny Depp lui consacrent une des chansons de leur album collaboratif 18, intitulé This Is A Song For Miss Hedy Lamarr.
- En 2023, une troupe de comédie musicale nommée les Brosters créent un spectacle musical Encrées mettant en avant le destin de Hedy Lamarr[76].

### Personnalité
- Dita von Teese avoue sa fascination pour les actrices des années 1940 et notamment Hedy Lamarr et Rita Hayworth, comme le couturier Valentino, autre admirateur de la star d'hier.

## Documentaire
- 2017 : Hedy Lamarr: From Extase to WiFi réalisé par Alexandra Dean.